# Kristine kyrka, Falun
Kristine kyrka är församlingskyrka för Falu Kristine församling i Västerås stift. Kyrkan ligger öster om det starkt sluttande Stora torget i Falun.
Kyrkogården är sedan länge avlyst för begravningar och inhägnas delvis av häckar. Arton gravar finns kvar, skyddade av kulturminneslagen.

## Kyrkobyggnaden
Kyrkobygget startades 1642 och arbetet leddes av murmästaren Hans Ferster (Hans Förster) fram till sin död 1653. Han svarade troligen också för det mesta av ritningarna till kyrkan.  Därefter leddes arbetet av Fersters närmaste man murmästaren Göran Fischer (Jurgen Fischer) fram till sin död 1658. Han svarade också för ritningarna till tornet. Det blev murmästaren sedermera åldermannen i Murmästarämbetet i Stockholm Johan Persson som slutförde byggnationen 1660.
När kyrkan invigdes 1:a advent 1655 var den långt ifrån färdig. Grundläggningen skedde 1642, väggarna till långskeppet och dess korsarmar var färdiga 1650, under 1651 slogs valven, samma år lades yttertaket och 1658-1660 byggdes tornet.
Kyrkobyggnaden präglas interiört av den genomgripande restaurering som genomfördes åren 1903-1906 under ledning av arkitekten Carl Möller i samarbete med arkitekten Agi Lindegren. Efter restaureringen 1903-1906 förrättades återinvigningen av biskop Nils Lövgren på 1:a söndagen i advent 1 december 1906. 1965-1966 genomfördes en restaurering som innebar en del förnyelse av interiören som planlades av professor Erik Lundberg och arkitekten SAR Erik Lundgren. Efter restaureringen 1965-1966 förrättades återinvigningen av biskop Sven Silén på jungfru Marie bebådelsedag 27 mars 1966.    

### Ytterväggar
Kyrkans väggar murades av tegel som slogs i Rankhyttan på en sockel av granit med en kalkstenslist. På den södra korsarmen kan man läsa bokstäverna G F i hårdbränt tegel som är murmästare Göran Fischers initialer. Kalkstenslisten som vittrat sönder byttes ut, skadat fasadtegel vid sockeln ersattes och tornets takfot murades om vid renoveringen 1903-1906. Dessutom murades fönsteröppningarna om eftersom storleken på dem förändrades. 1994 ersattes skadat tegel i tornmurarna - totalt 1200 stenar.

### Yttertak
När kyrkan byggdes täcktes yttertaket av kopparplåt från Falu gruva som hade smitts i Avesta. Det ursprungliga koppartaket på långhuset ersattes 1830 av spån eftersom det vittrat sönder av roströken från Falu gruva. Långhusets yttertak blev omlagt med skiffer från Glava 1864–1865. Sedan 1994 är taket på tornet av nytillverkad kopparplåt. Taket på långhuset är av skiffer från Grythytte Skifferverk och lades 1906 förankrat med kopparspik i stället för de järnspikar som rostat sönder i det tidigare taket. År 2004 lades taket om med samma skiffer efter reparationer av det underliggande trätaket.

### Tornspiran
Den ursprungliga tornspiran förstördes av brand 26 juni 1711 och ersattes då av en enkel trähuv. Först 1864-1865 ersattes trähuven med den nuvarande tornspiran. Den är en replik av den tornspira som Erik Dahlbergh återger i Svecia antiqua et hodierna och är ritad av arkitekten Johan Fredrik Åbom. Ett nytt kopparkors uppsattes 1994.

### Pelare
Kalksten till pelarna togs från Rättvik och ansvarig för deras utformning var stenhuggarmästaren Simon Hack från Boda socken

### Valv och inre väggar
Valv och inre väggar var ursprungligen putsade och de blev renknackade och omputsade i samband med renoveringen 1903-1906. 1965-1966 blev de rengjorda genom blästring, lagades och avfärgades därefter med gulaktig Orsakalk.
Kyrkorummet täcks av 18 stjärnvalv i varierande strålmönster. De mest avancerade mönstren finns den östra delen av långskeppet.

### Fönster
Antalet, utformningen av och storleken på fönster i Kristine kyrka har växlat genom åren. Renoveringen 1903-1906 gav kyrkans fönster det utseende de har idag. Då satte man in tvåglasfönster med blyinfattning på insidan och med masverk av  sandsten från Orsa.
I koret finns fönster med målningar av typologiska bibliska motiv. Till vänster närmast altaret: Herdarnas tillbedjan och Moses i vassen. Till höger närmast altatret; Bergspredikan och laggivningen på Sinai, Till vänster ut mot kyrkan: Korsfästningen och kopparormen. Till höger utåt kyrkan: Kristi uppståndelse och Jonas kastas ur valfisken. Efter förlagor Carl Möller utfördes de av Franz Xaver Zettler vid Könglige Bayerische Hof-Glasmalere i München 1905.
Rosettfönstren ovan norra och södra ingångarna föreställer pelikanen som föder sin avkomma med sitt eget blod och fågel Fenix som stiger ur lågorna. Rosettfönstren är ritade och utförda av Neuman & Vogel i Stockholm 1905.
Övriga fönster är ritade och utförda av Neuman & Vogel i Stockholm 1905.

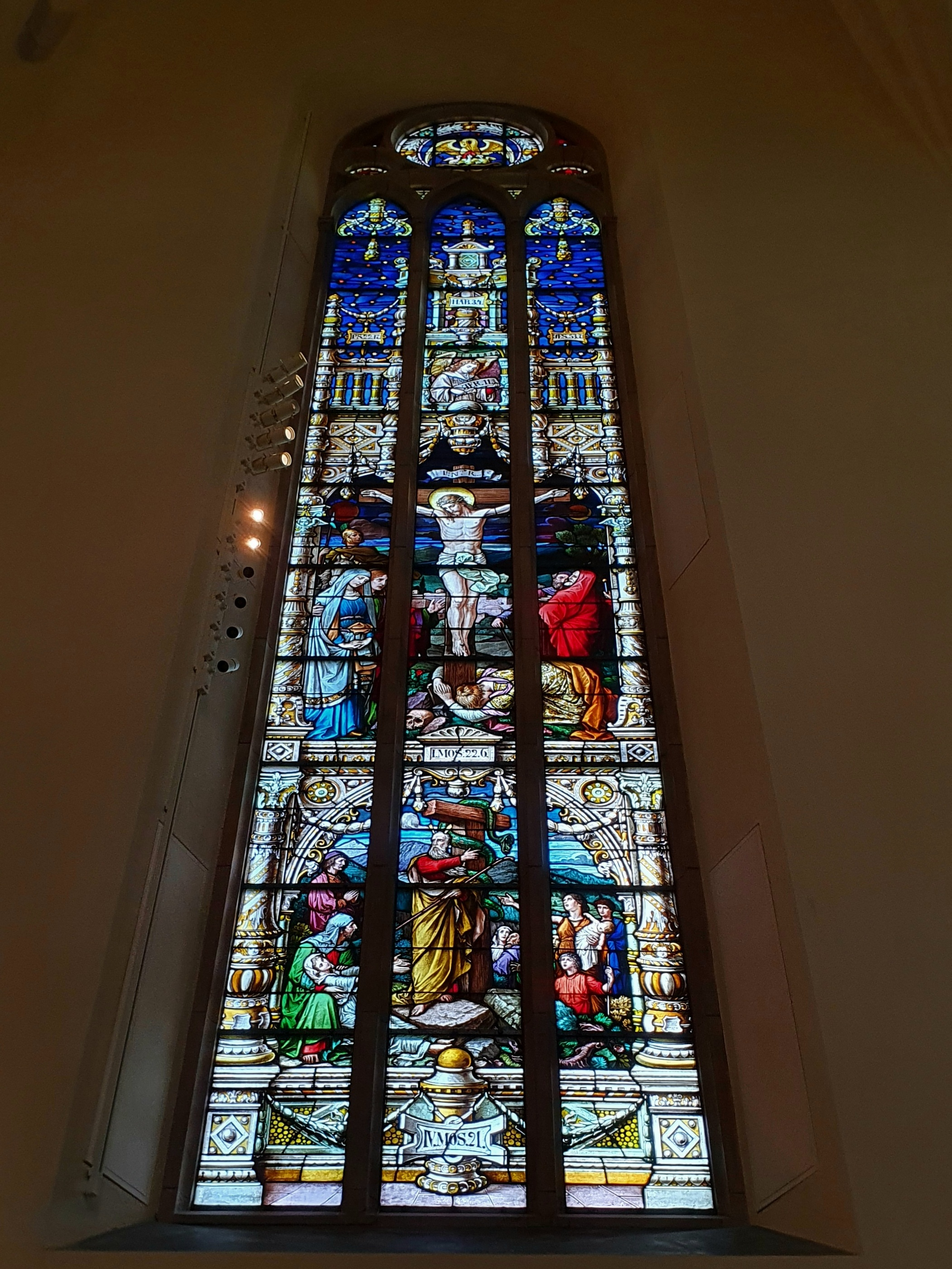
Korfönster.
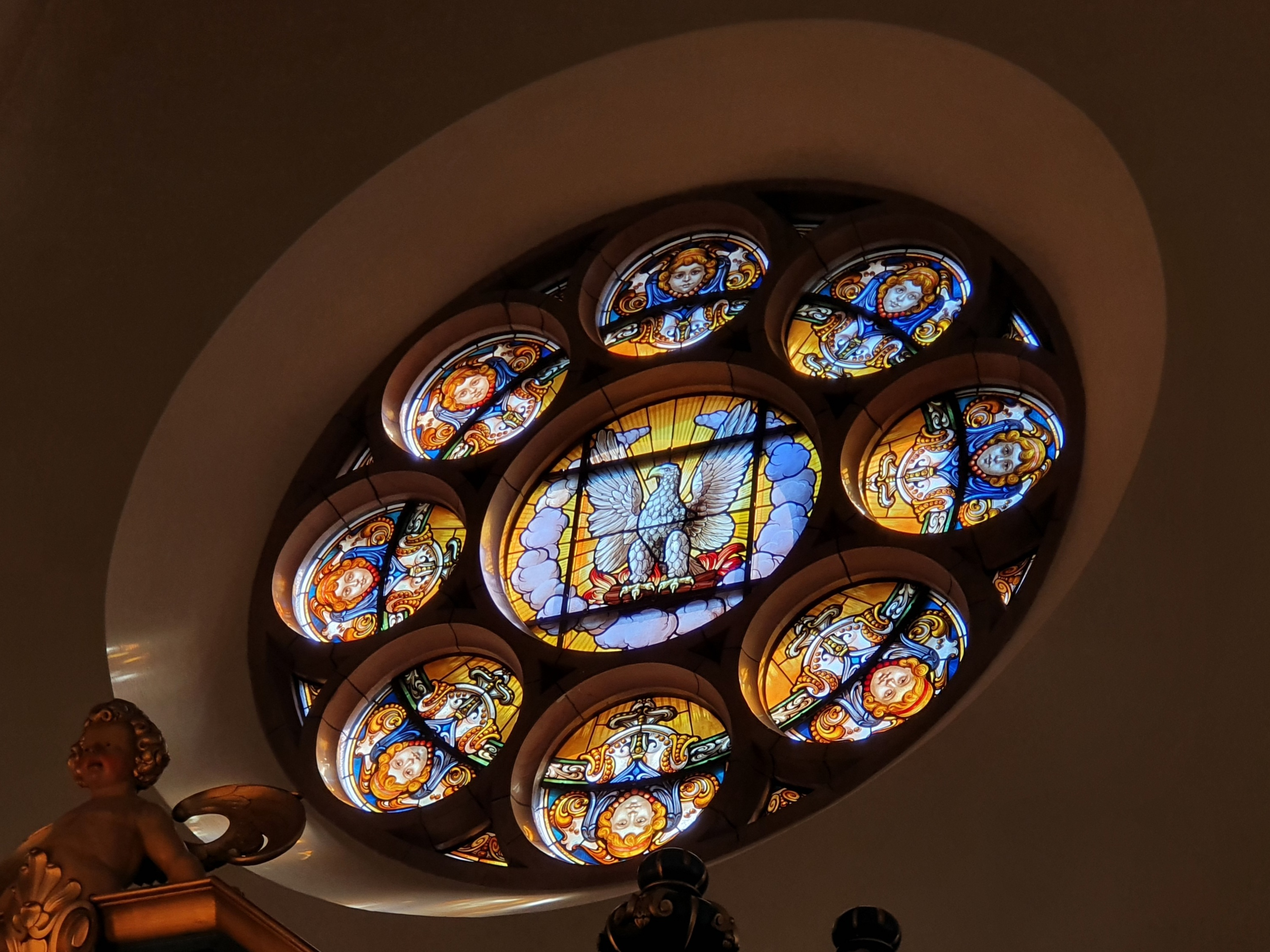
Rosettfönster av  Fenixen, utfört i Stockholm 1905 av Neuman & Vogel.
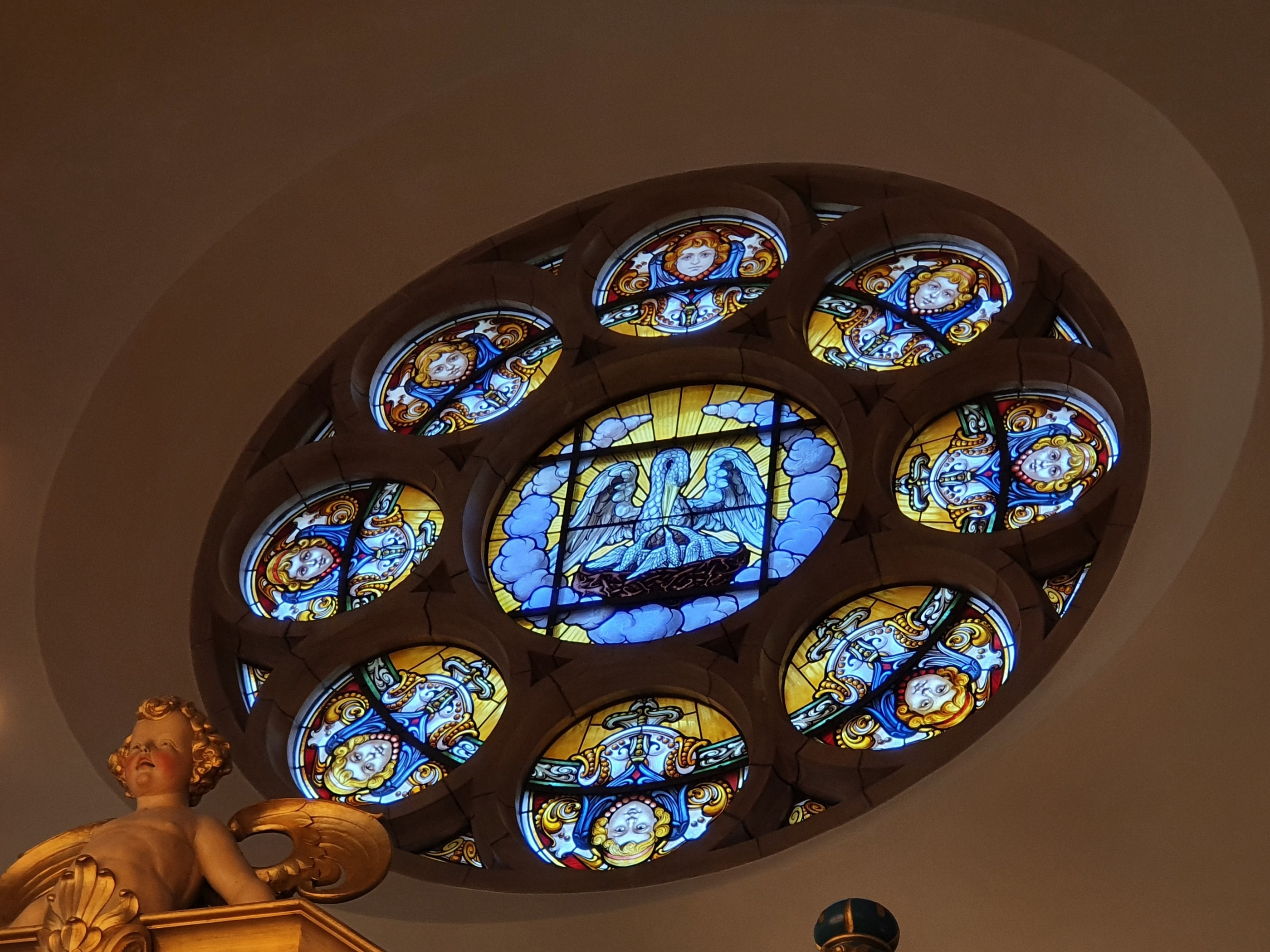
Rosettfönster av Pelikanen, 1905.

### Golv
Golvet var ursprungligen täckt av tegel men efterhand fylldes det med gravhällar. Under restaureringen 1903-1906 lades bruna och grå kalkstensplattor i stjärnmönster på ett nygjutet undergolv av betong och under bänkraderna lades fernissade brädgolv. Ett mindre antal av gravhällarna murades upp i väggarna i vapenhuset. Vid samma tid höjdes koret höjdes i två etager. På det lägre lades ett kalkstensgolv i mönster och på det högre närmast runt altaret lades en ekparkett. Under restaureringen 1965-1966 gjordes en golvvärmeinstallation i nygjuten betong och därefter lades kalkstensplattor från 1903-06 tillbaka i mittgången och i koret. Hel ny kalksten las i sidoskeppen och parketten runt altaret ersattes med kalksten.
I golvet i koret kan årtalen 1655 och 1905 ses som syftar på tidpunkten för kyrkans invigning och den omdanade restaureringen vid 1900-talets början. Mellan årtalen bokstäverna  IHS som är de tre första bokstäverna i det grekiska namnet på Jesus. I skärningen mellan mittskeppet och tvärgången ses Kristusmonogramet med de två inledande bokstäverna X P i det greksika namnet på Kristus.

### Sidoskeppen
I det södra sidoskeppets östra del uppfördes under restaureringen ett 1965-1966 ett kapell delvis avskärmat av ett skrankverk byggt av delar av kyrkans ursprungliga korskrank. Kapellet avvecklades 1982 då en ny kororgel byggdes på dess plats. I kapellet fanns kyrkans dopfunt 1965-1982.
I norra sidoskeppets uppfördes Mariakapellet 1994 som används vid mindre förrättningar.

## Inventarier

### Predikstol, altaruppsats och korskrank

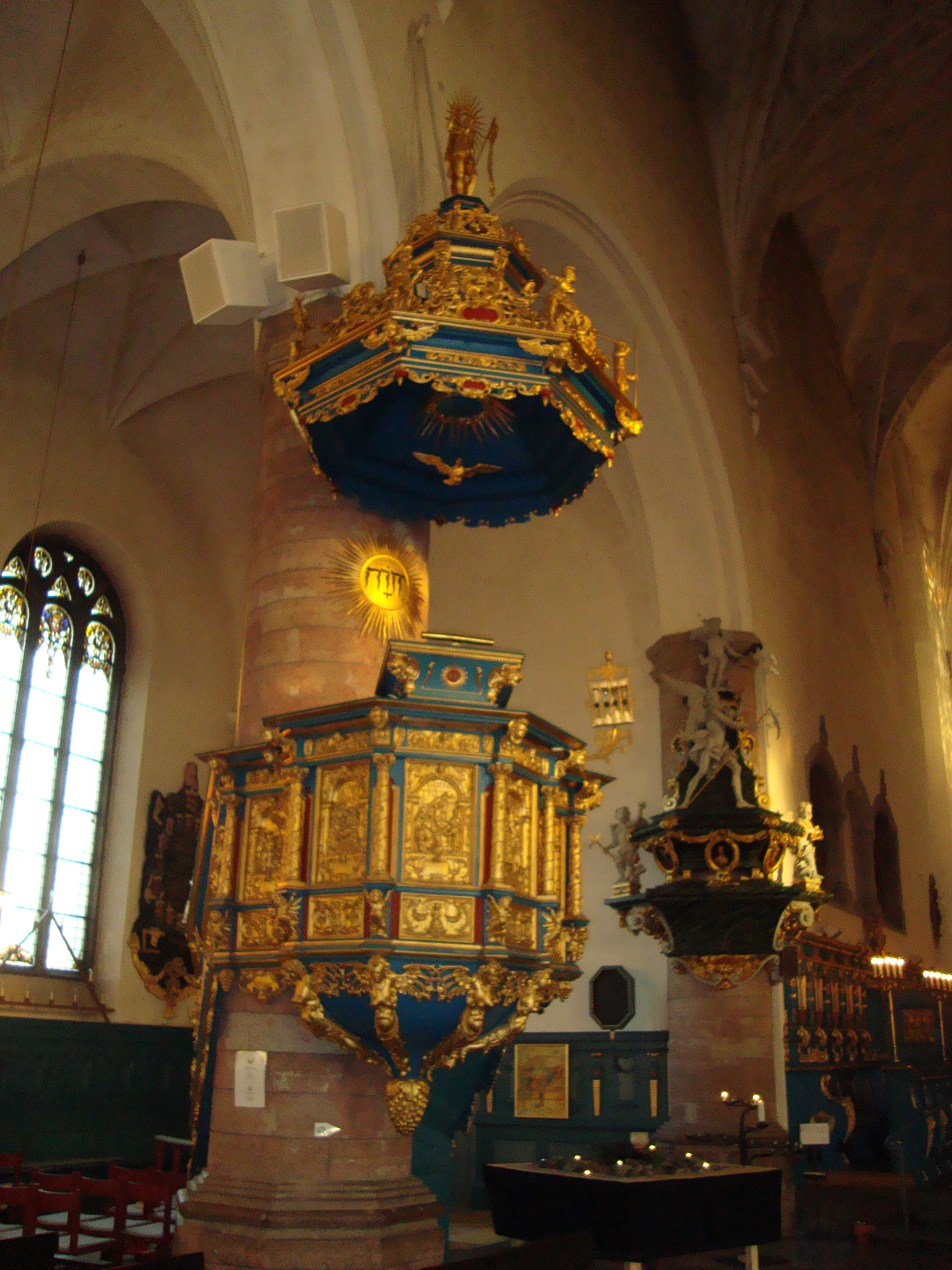
Predikstolen 1655-1656

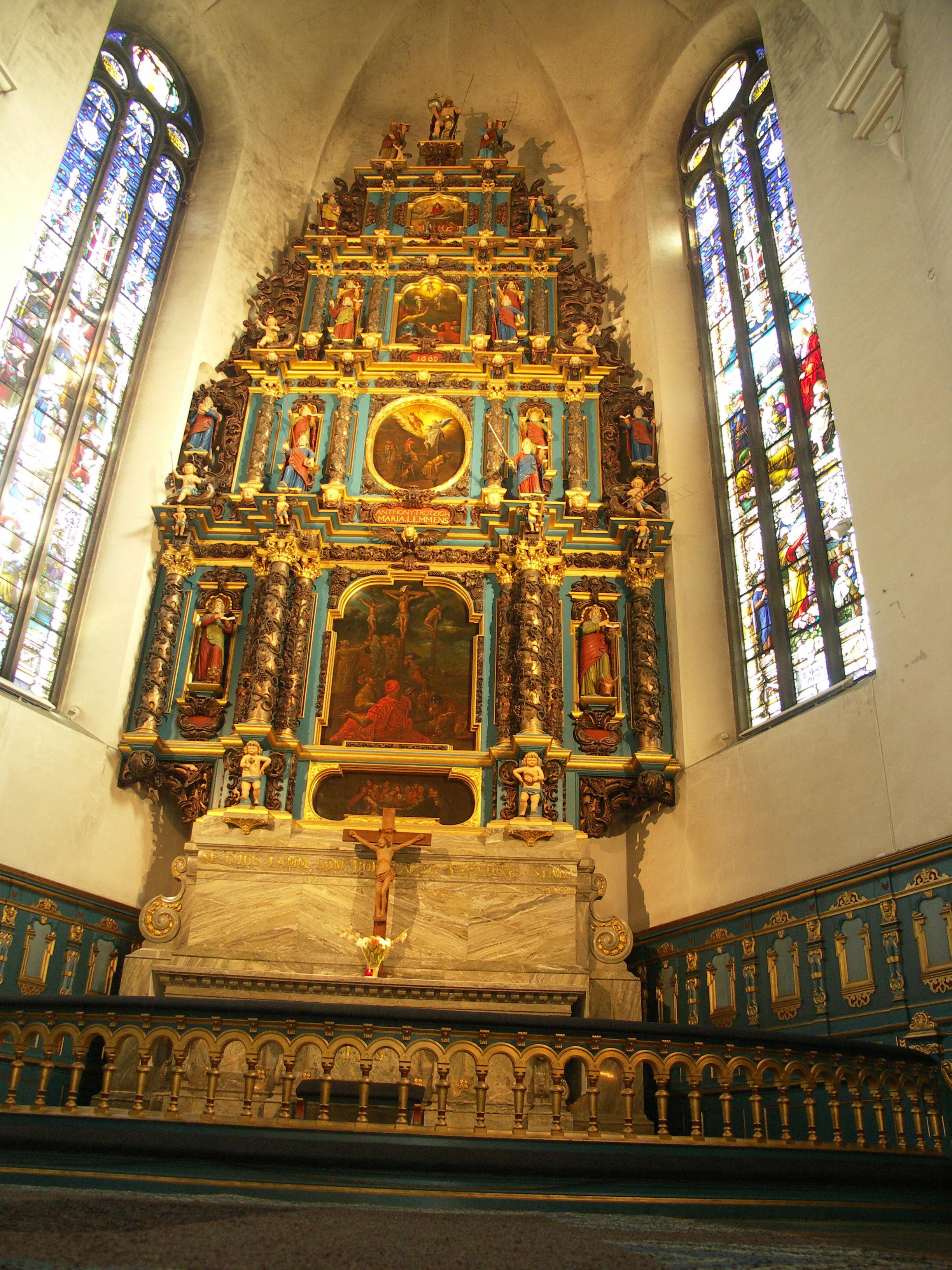
Altaruppsatsen 1665-1669

Predikstolen är utförd mellan 1655 och 1656 av den tyskfödde skulptören Ewerdt Friis tillsammans med snickarmästaren Jöns Gustafsson från Norrköping och de ligger också bakom altaruppsatsen som utfördes 1665-1669. Dessutom utförde de ett korskrank som avskiljde koret från kyrkorummet i övrigt. Det mesta av korskranket avlägsnades 1716 och återstoden på 1830-talet.
Predikstolen var från början omålad och bars upp av en ängel,  en karyatid, med uppsträckta armar. Predikstolen målades vit och fick blå himmel, förgylld sol, krans och duva 1740. 1905 målades och förgylldes predikstolen och dessutom togs karytatiden bort och ersattes av en druvklase. Till detta kom att predikstolen då även flyttades till sin nuvarande plats från pelaren närmast i väster. Sedan dess har predikstolen restaurerats 1965 och 1991. I fyllningarna runt korgen och trappen finns skulpterade scener ur passionshistorien. Dörren flankeras av apostlarna Paulus med svärdet och Petrus med nycklarna. På dörren finns en framställning av herdarnas tillbedjan.
Altaruppsatsen skänktes till kyrkan av rådmannen Anthony Trotzig och hans hustru Maria Lemmens. Liksom predikstolen var den ursprungligen omålad men målades vit 1740. 1779 reparerades den bildhuggaren Samuel Huss varvid en del bortfallna bitar sattes fast och många nya gjordes eftersom de gamla försvunnit. 1816 flyttades altaruppsatsen längre fram i koret och försågs med nytt underrede, bord och tre nya trappsteg och målades därefter med vit oljefärg. 1905 fick altaruppsatsen sin nuvarande färgsättning och fick också ett nytt tegelmurat fundament klätt med Kolmårdsmarmor.Sedan dess har altaruppsatsen restaurerats 1965 och 1991. På altaruppsatsen utgör fem oljemålningar av nordtysk skola, som tillkommit samtidigt med att altaruppsatsen utfördes, dess centrala del. Motiv för målningarna är tagna ur Jesu liv. Nerifrån och upp skildrar målningarna nattvardens instiftande, Kristus på korset, Kristi uppståndelse, Kristi himmelsfärd och den yttersta domen. Målningarna flankeras av putti med passionsredskap, kolonner, samt evangelister och apostlar med sina attribut.

### Högaltare och krucifix
Högaltaret är av grön kolmårdsmarmor. Det ritades av Carl Möller och utfördes av Mekaniska stenhuggeriet i Stockholm 1906. På altaret finns ett krucifix gjort i ek av konstnären Arvid Backlund 1924.

### Centraltare och ambo
Centralaltaret är vanligen placerat nedanför koret i höjd med predikstolen och därmed närmare församlingen och mer tillgängligt för rörelsehindrade.Det kan också enkelt flyttas för att ge plats för musiker och sångare i samband med konserter. Den lätt flyttbara ambon kan användas som predikstol i gudstjänst men vanligen används den bara av textläsare och förbedjare. Centralaltaret och ambon anskaffades 1998 och är ritade av arkitekten Ove Hidemark. Altaret har en kvadratisk bordsskiva och färgsatt i rött och guld.  

### Altare och altartavla i Mariakapellet
Altartavlan i kapellet är en ikon målad av Bengt Olof Kälde 1994 -  Jungfru Maria, Guds moder av Tecknet.

### Dopfunt
I de bevarade räkenskaperna från när kyrkan byggdes finns anteckning att ett lass funtsten levererades till stenhuggarmästaren Simon Hack från Boda 1651. Troligen utförde han den ursprungliga dopfunten som inte längre finns bevarad. Den dopfunt som finns i kyrkan idag ritades av Carl Möller och utfördes av Mekaniska stenhuggeriet i Stockholm 1906. Både dopfuntslocket och innerskålen tillverkade i driven mässing och levererades av Nordiska Kompaniet i Stockholm.

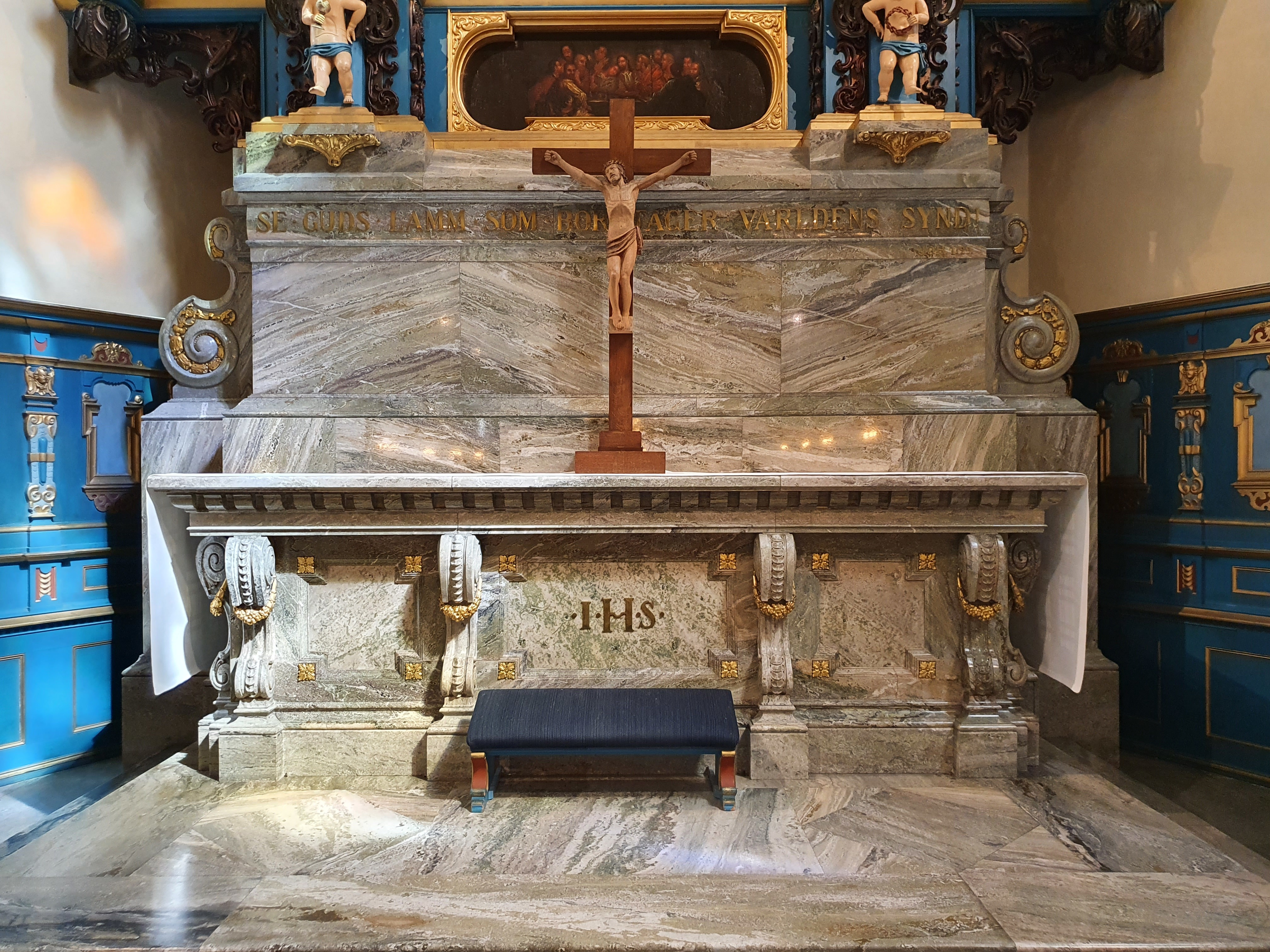
Högaltaret i grön kolmårdsmarmor från 1906.
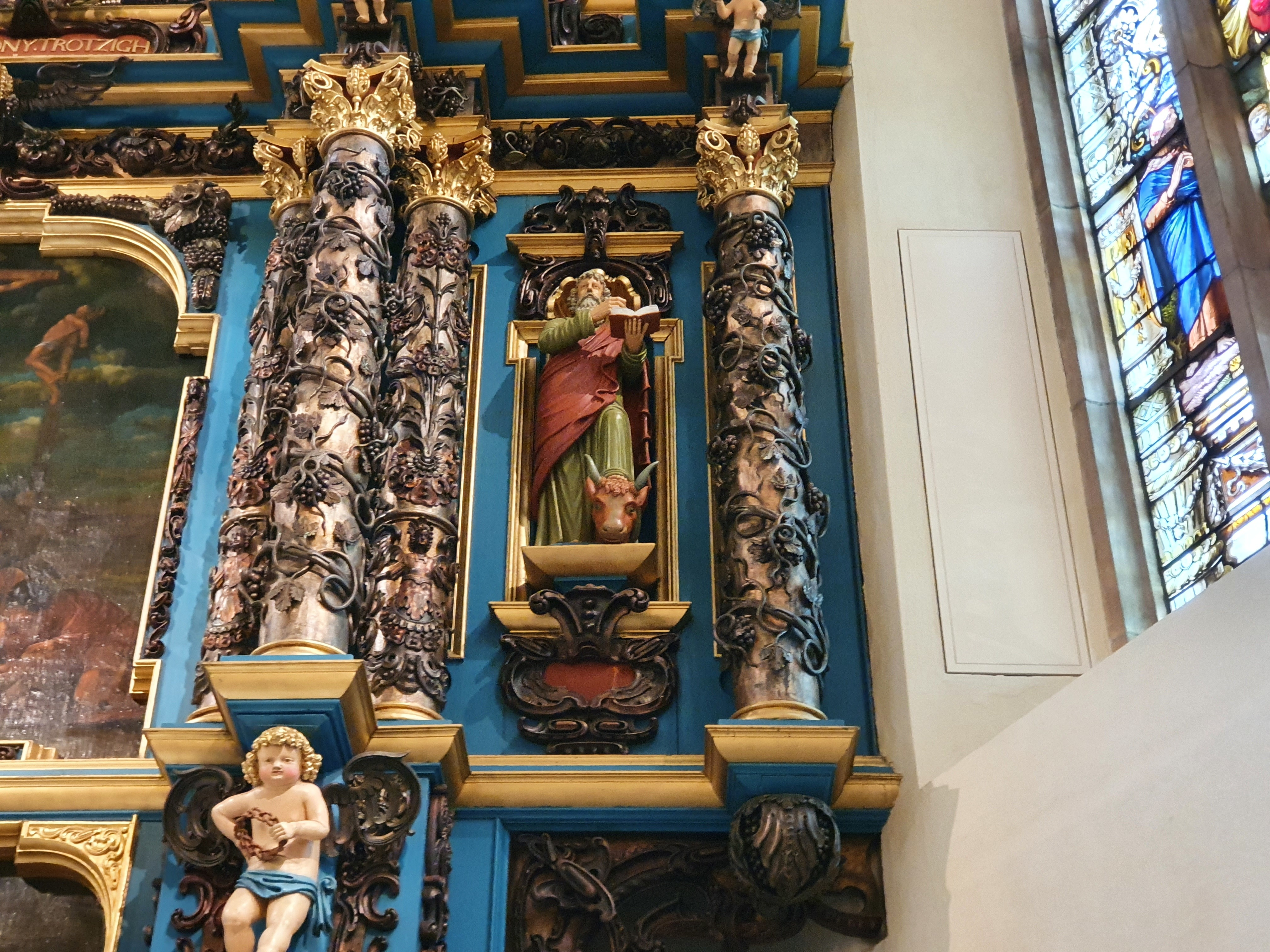
Detalj av altaruppsatsen, evangelisten Lukas.
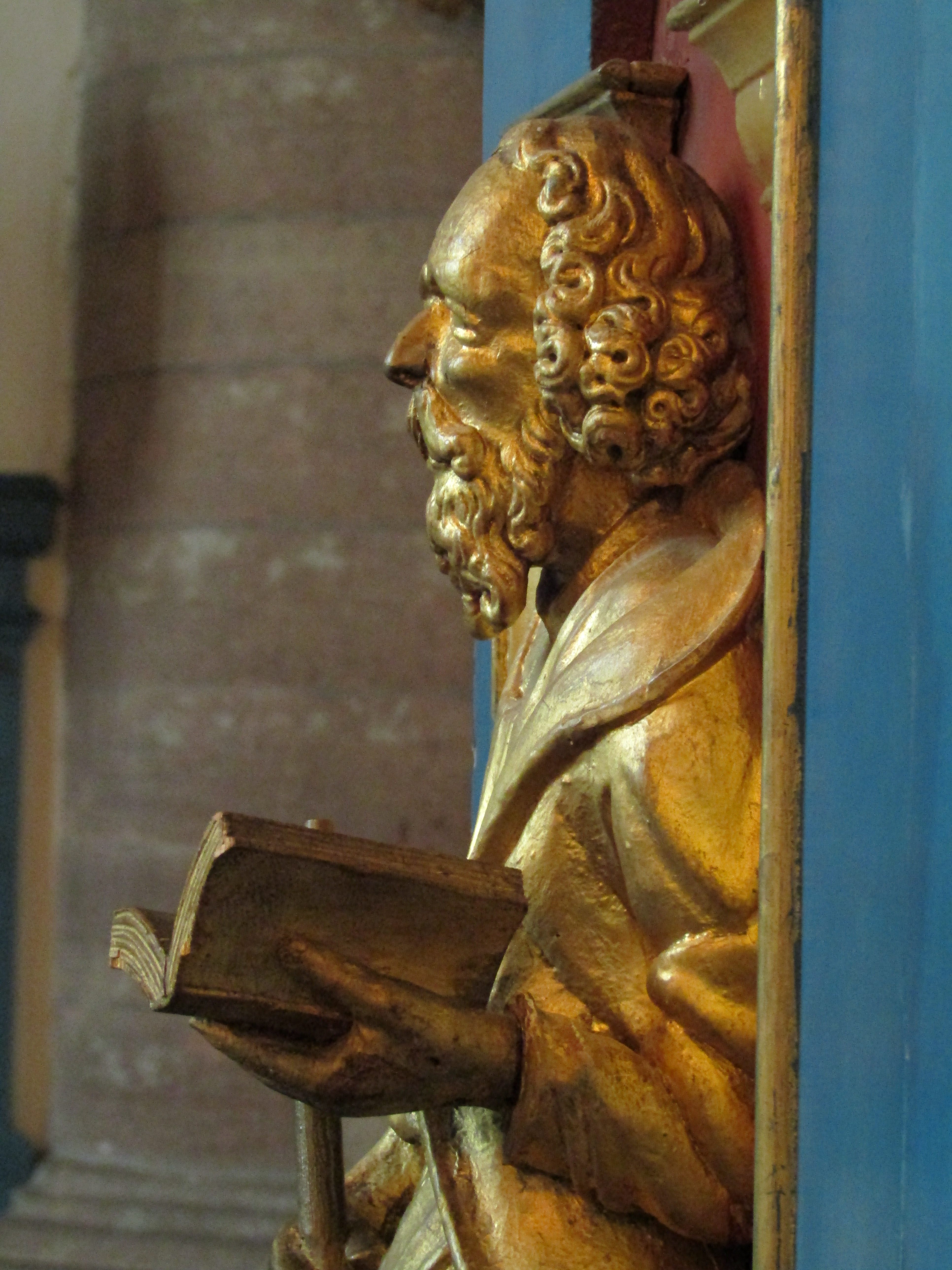
Detalj av predikstolen.
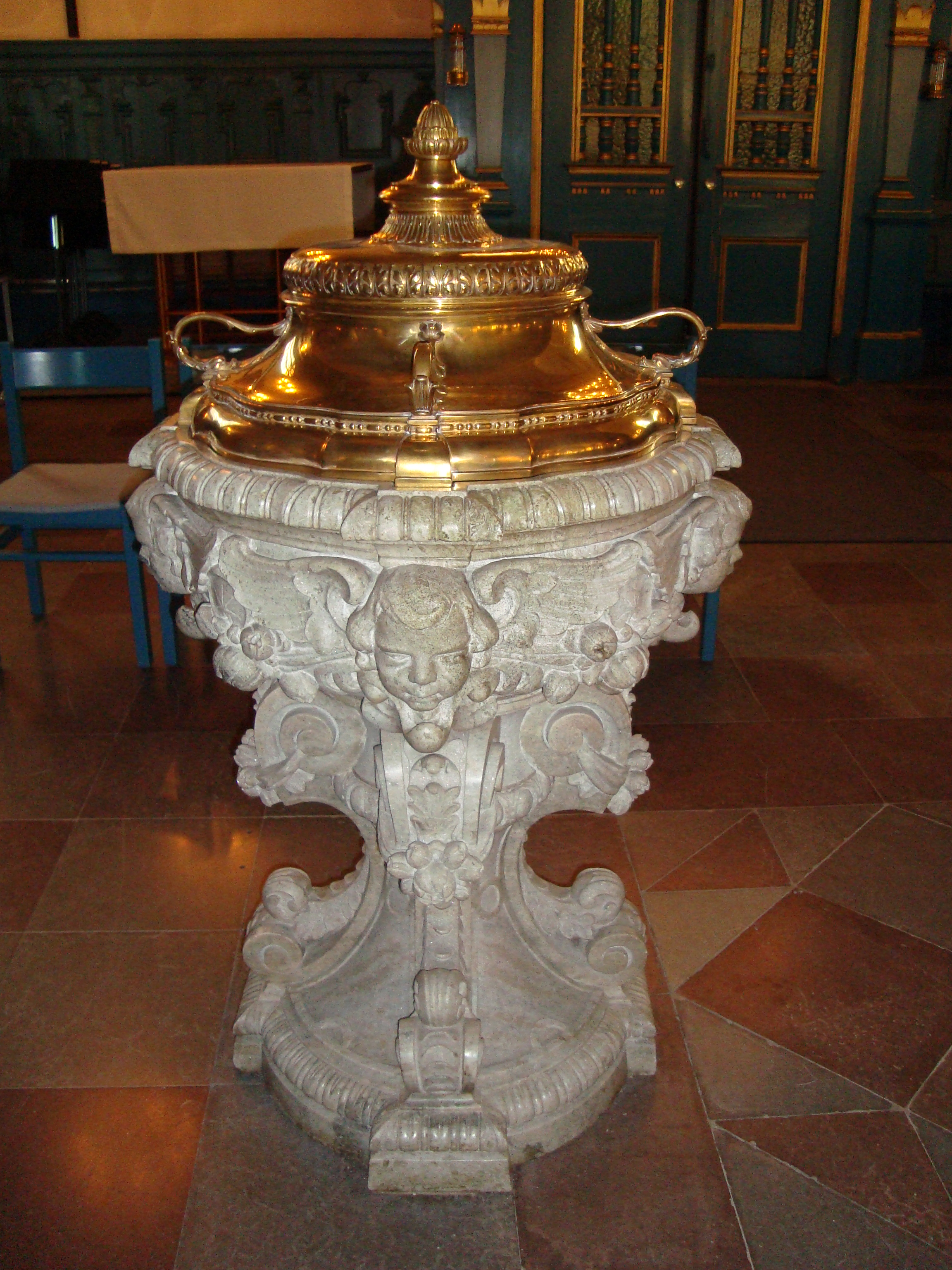
Dopfunt från 1906.
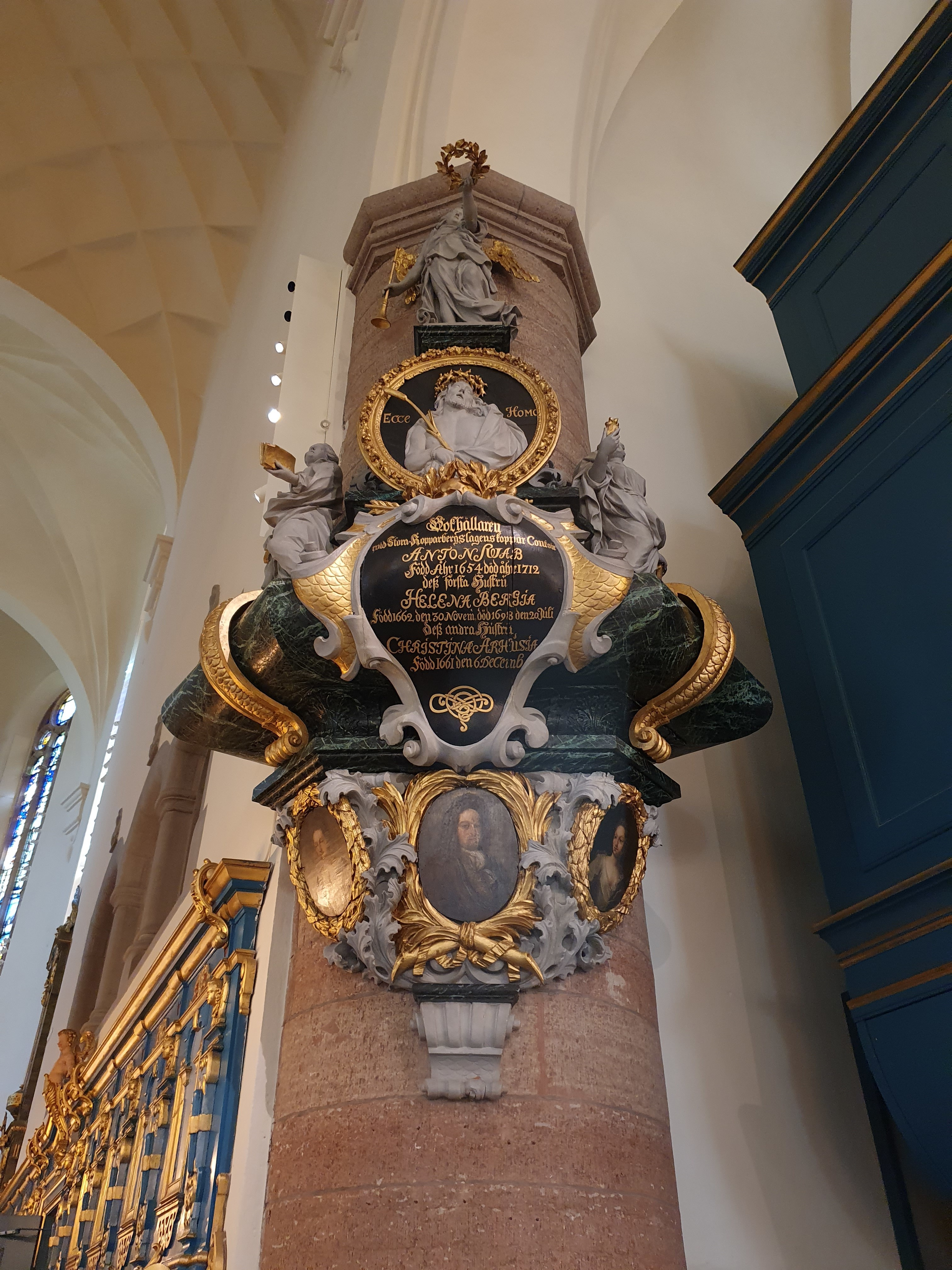
Epitafium över Anton Swab, död 1712.
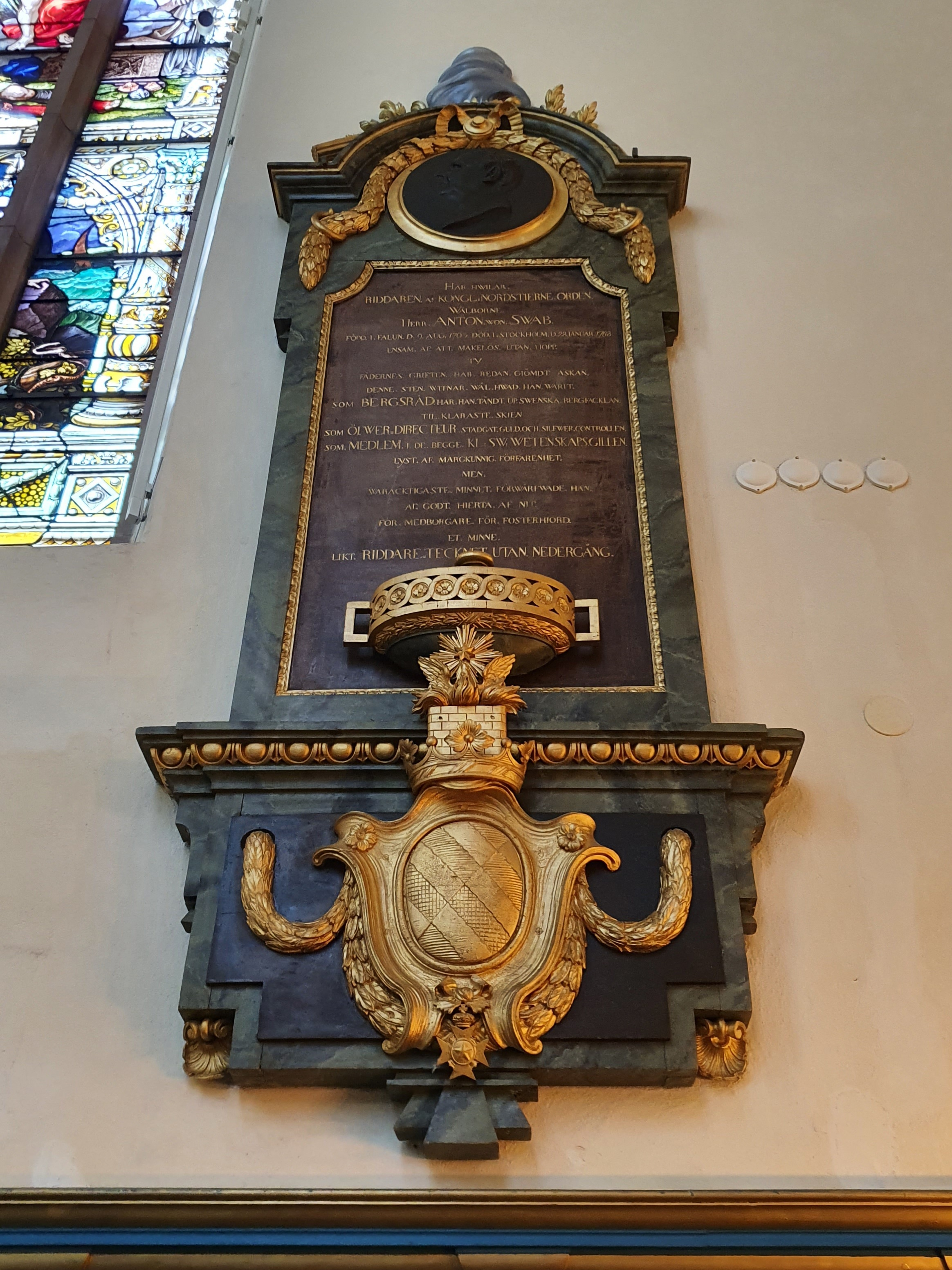
Epitafium över Anton von Swab, död 1768.
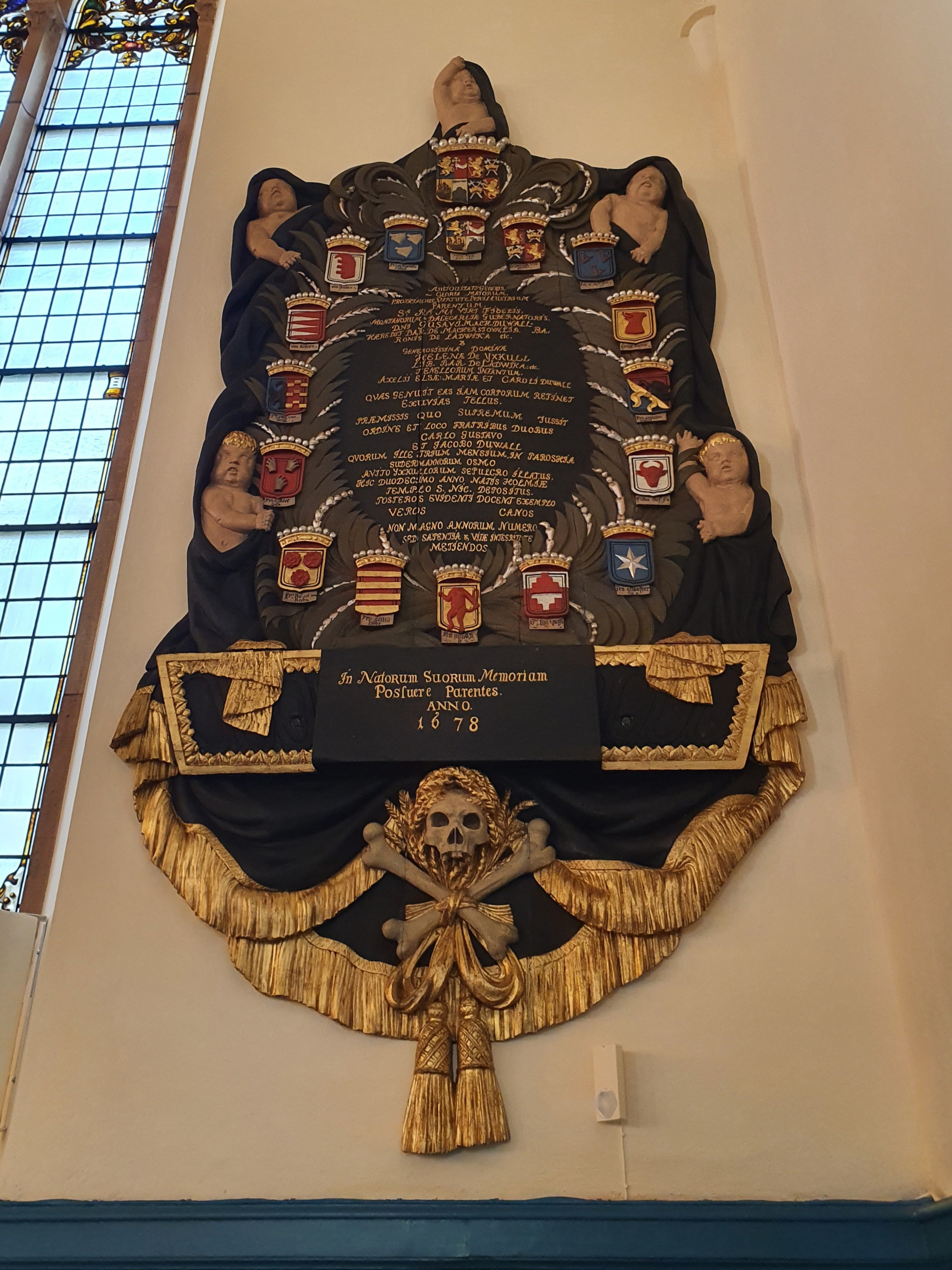
Epitafium över barn, avlidna i barndomen, till landshövding Gustaf Duwall, med familjens vapen och deras anvapen runt omkring.
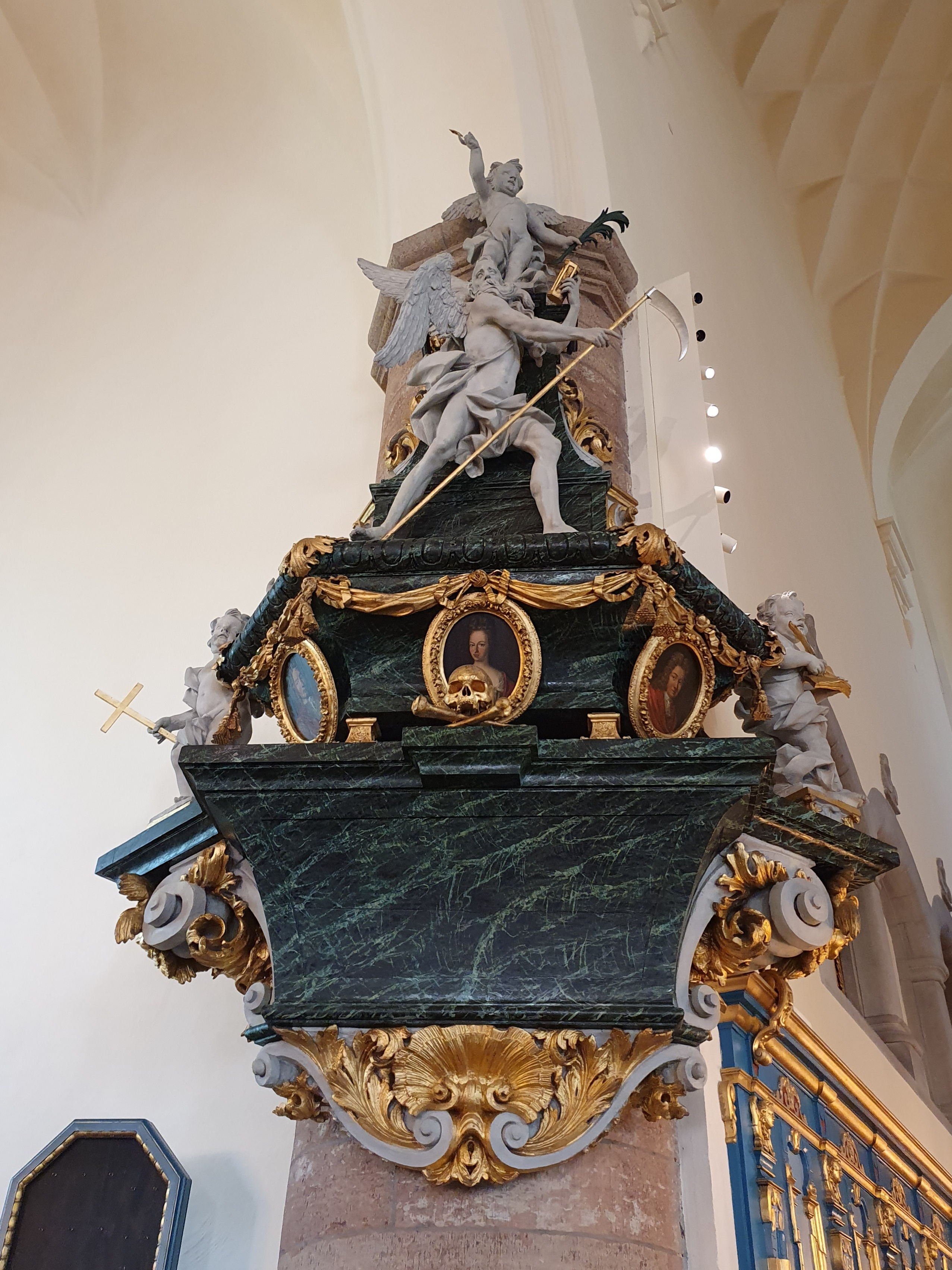
Epitafium över fru Anna Dahlborg, Johan Göransson Körsner och Magnus Lagerbäck uppsatt omkring 1911.
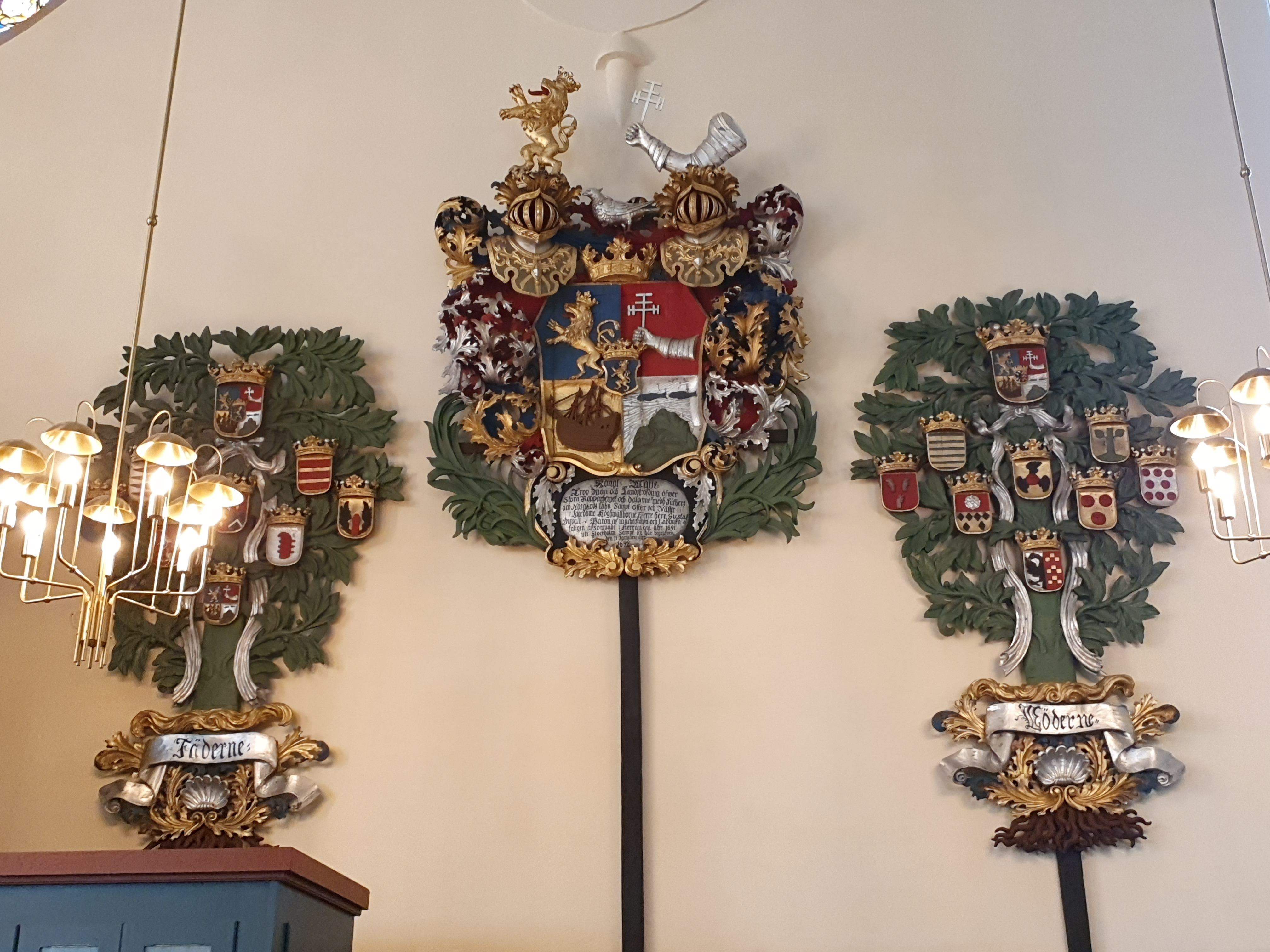
Huvudbaner för landshövding Gustaf Duwall, död 1692, med möderne anträd till höger och fäderne anträd till vänster.
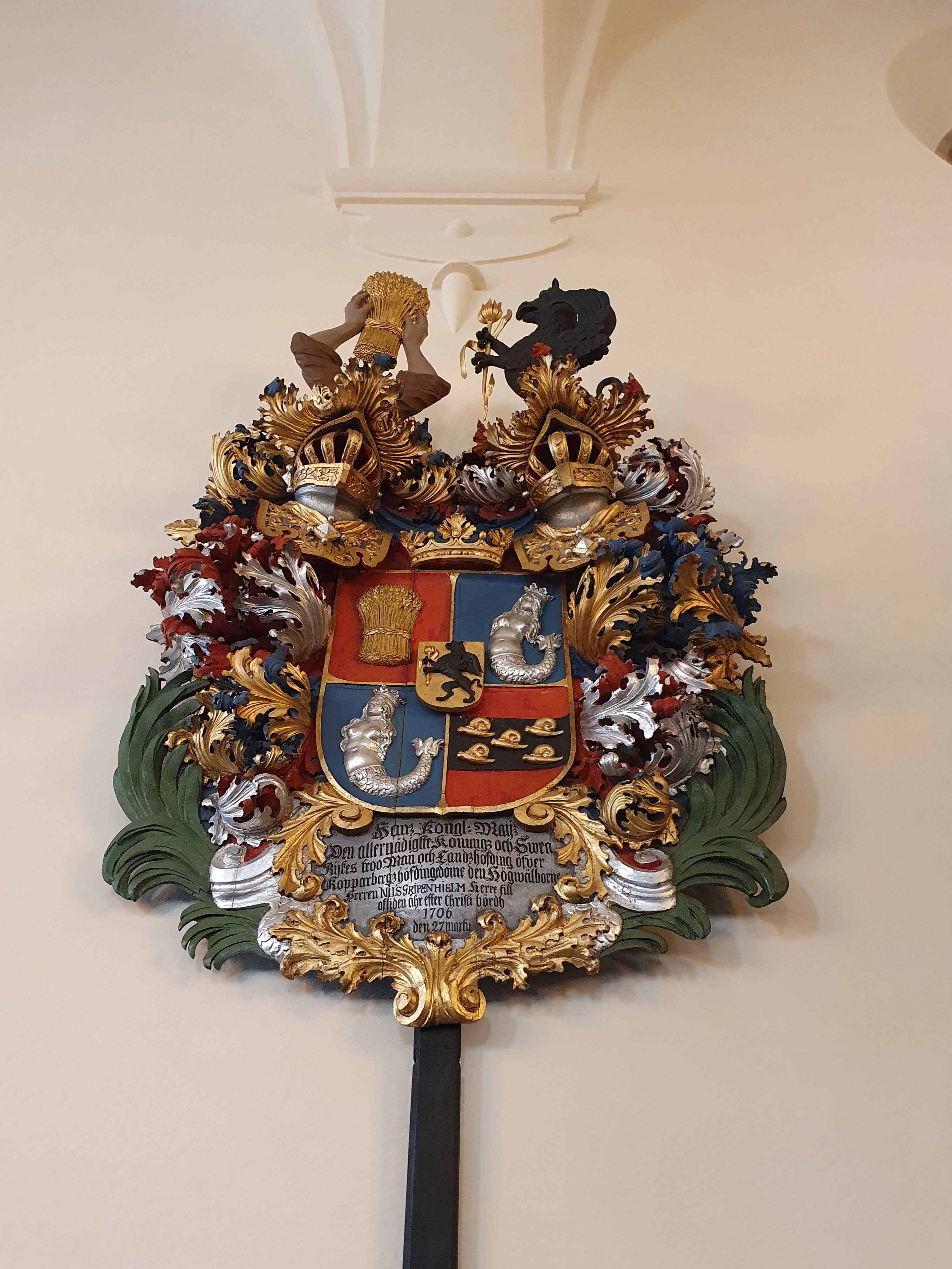
Huvudbaner för landshövding Nils Gripenhielm, död 1706.
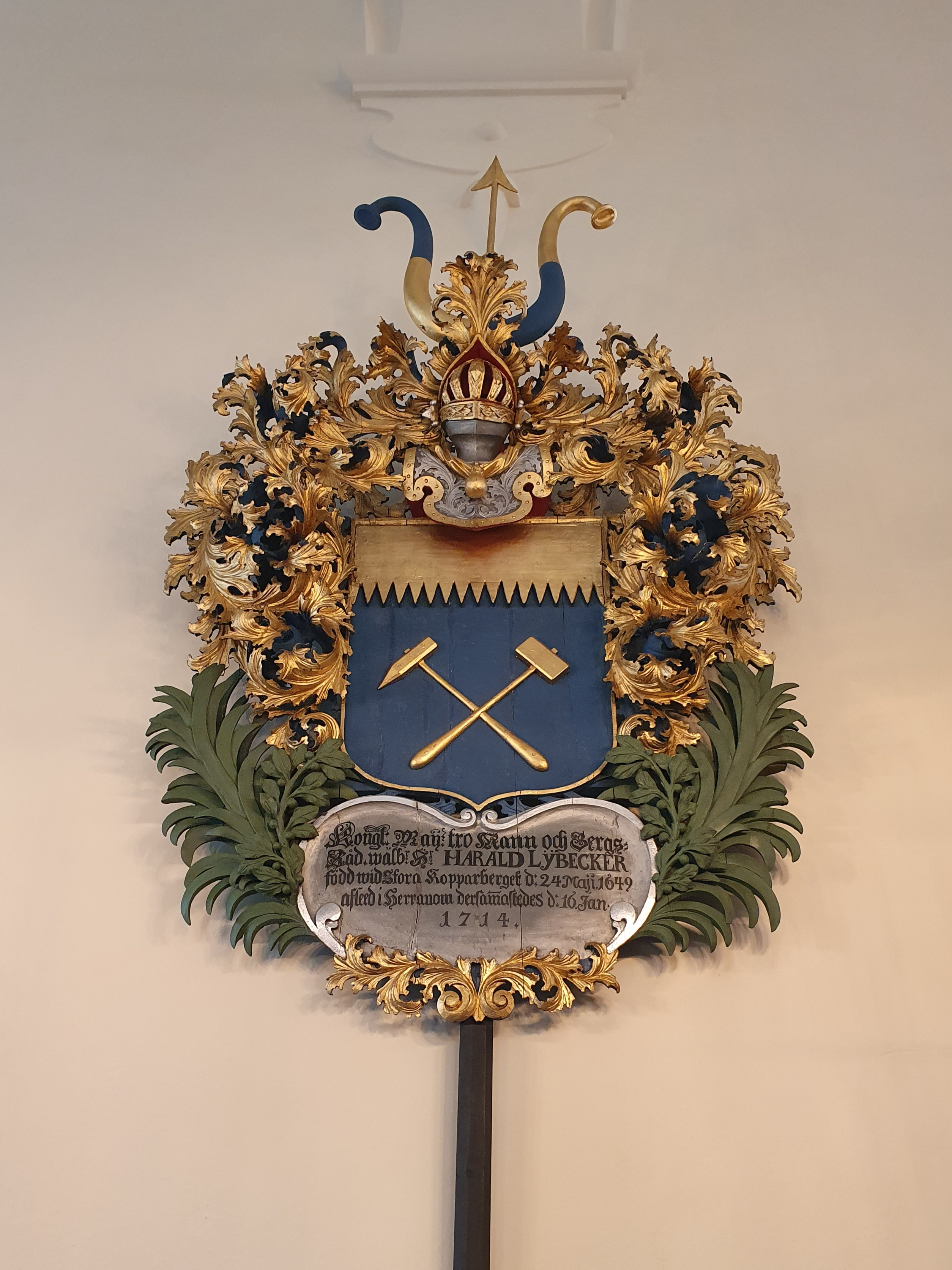
Huvudbaner för Harald Lybecker, död 1714.
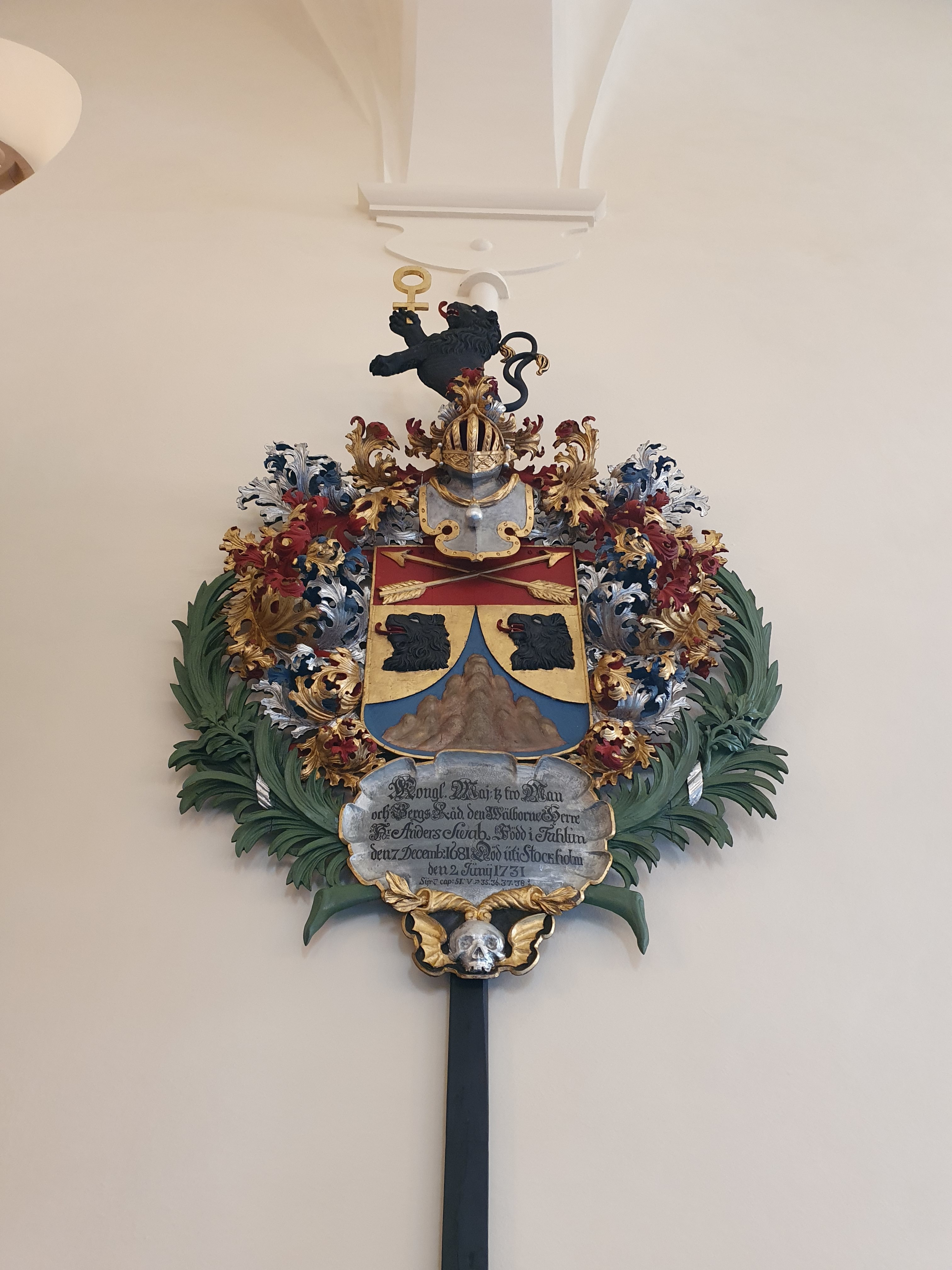
Huvudbaner för Anders Swab, död 1731.

## Textilier

### Mässhakar och korkåpor

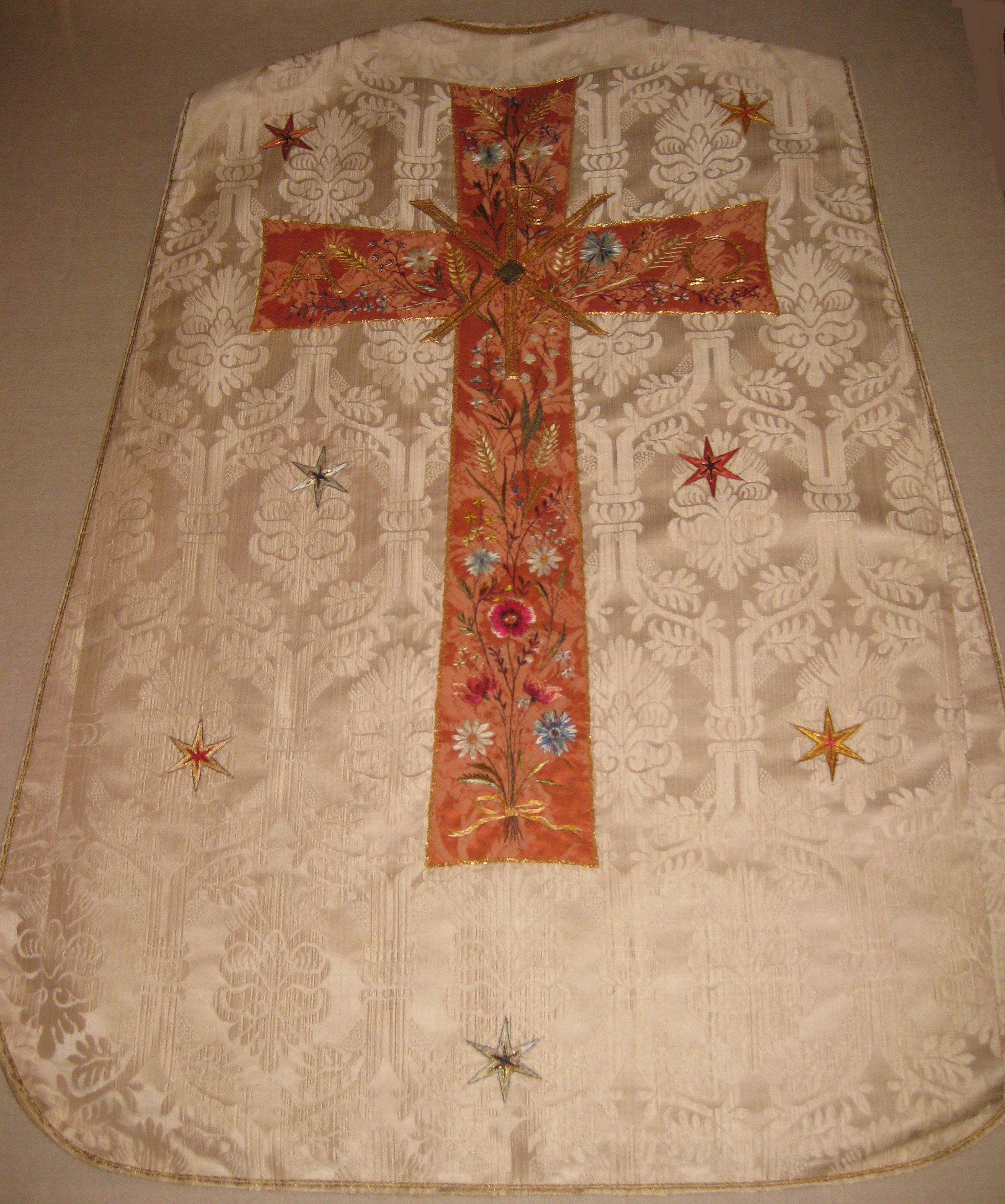
Mässhake i vitblommig sidenatlas utförd av Libraria AB komponerad av Agda Österberg 1928
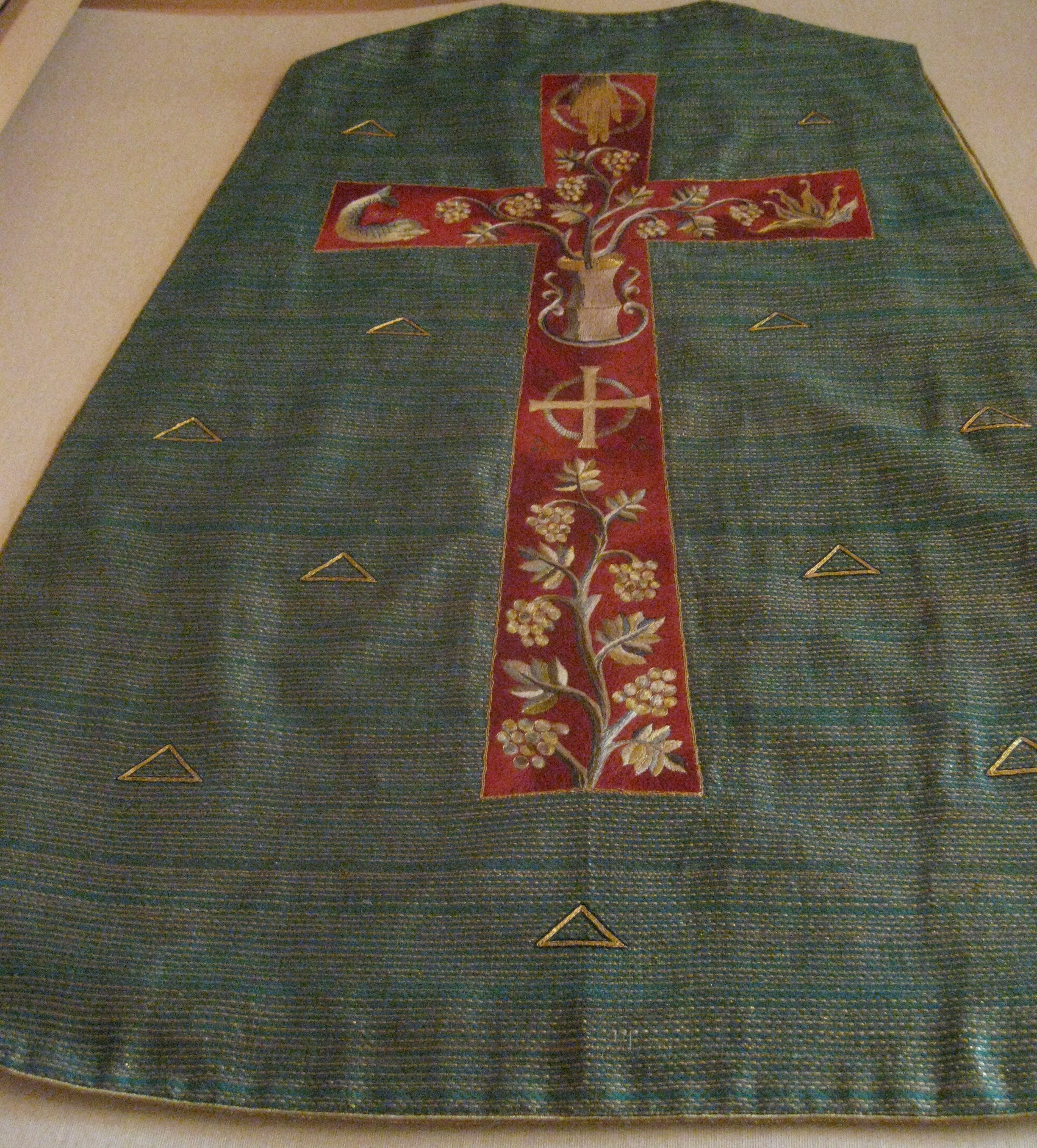
Grön mässhake av linne utförd av Libraria AB komponerad av Agda Österberg 1930
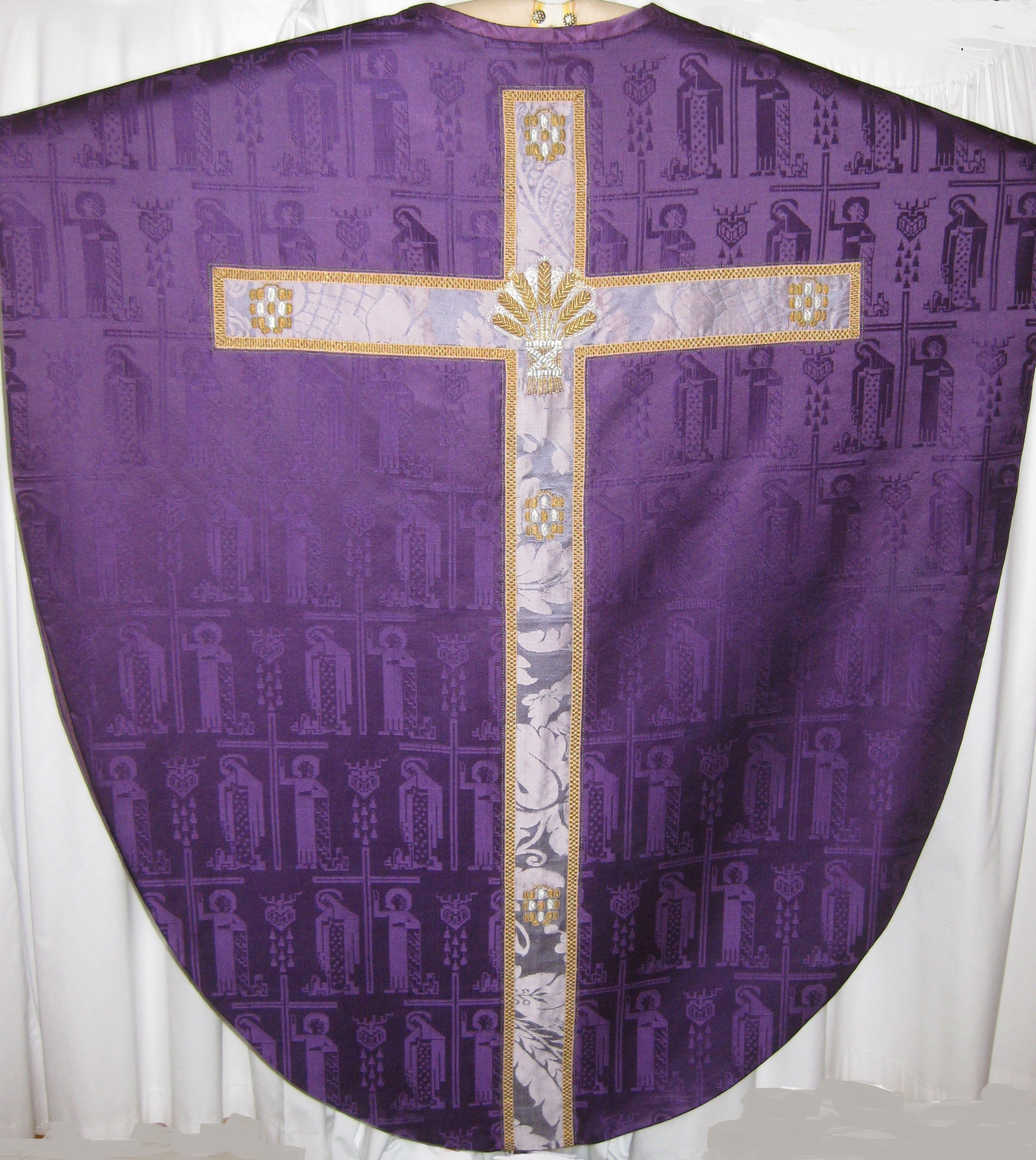
Mässhake i violett sidendamast (i mönster Maria och Johannes av Sofia Widén och vävd av Luigi Bevilaqua Venedig) utförd av Licium 1951
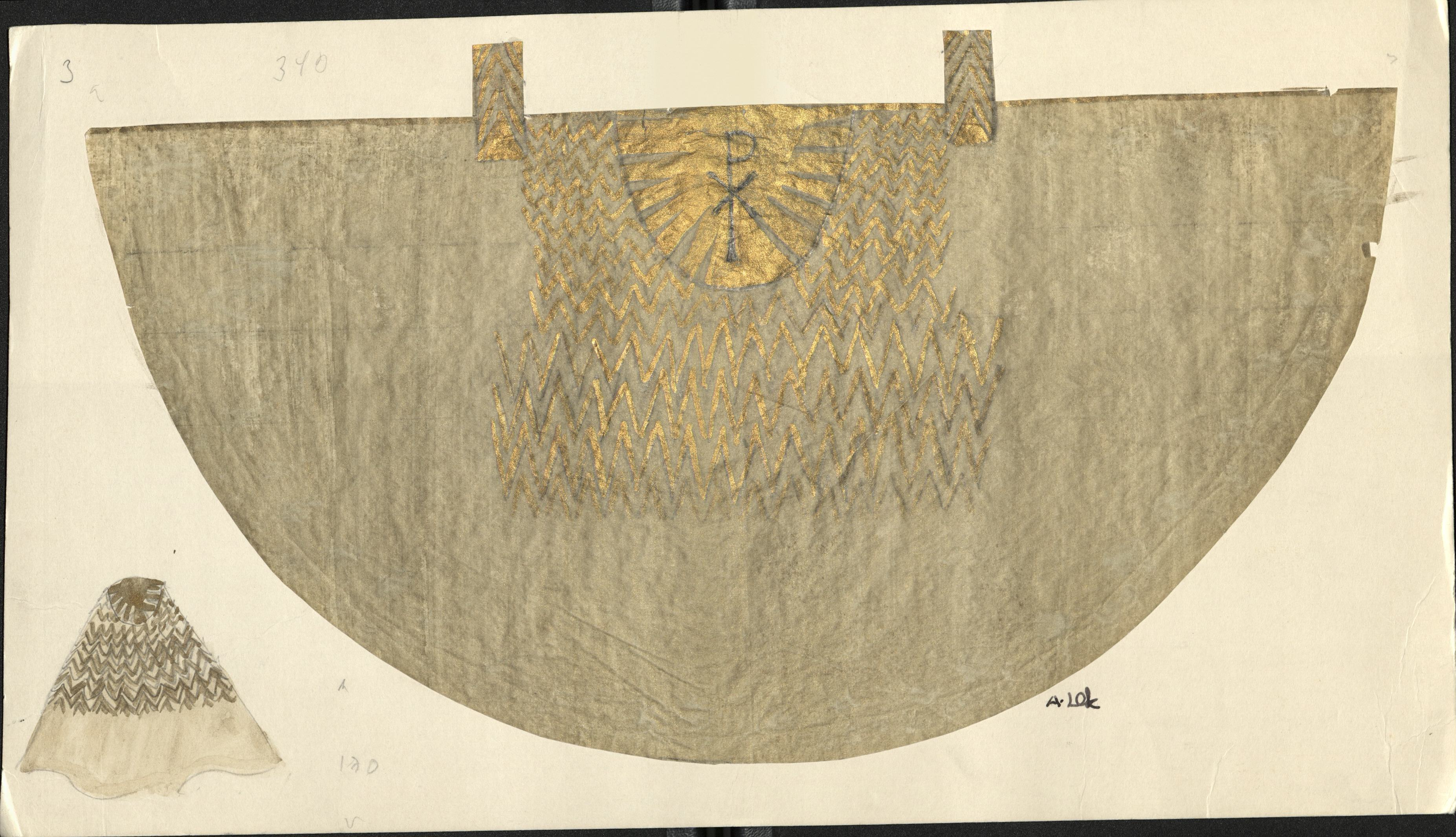
Skiss till korkåpa utförd av Libraria AB komponerad av Anna Lisa Odelqvist-Kruse 1978

## Kyrkklockor
I oktober 1882 nedtogs Storklockan, omgjuten 1749 av klockgjutare Isak Rockman i Falun, för en ny omgjutning på N. P. Linderbergs gjuteri i Sundsvall. Klockan vägde 90 centner, eller 3,8 ton. Vid nedtagningen på ett par såpade järnvägsskenor lutande mot tornet, föll klockan upp- och nedvänd till marken utan att skadas. Inskriptionen på den var följande: På översta randen: "Bevara tin fot när du går till Guds hus" (resten oläsligt). Längre ner på sidan: "Thenna klåcka omgjöts som skedde åhr 1749, Regerande på det trettionde året Konung Friedrich, Riksens utkårrade arfffurste var Adolf Friedrich, Hertig af Holstein och thes högt älskeliga gemål Kronprinsessan Ulrica Lovisa, boren prinsessa af Preussen så ock arfprinsar Gustaf och Carl". På andra sidan: "Landshöfdingen Carl Gustaf Wennerstedt, Biscop doctor Andreas Kallstenius, Kyrkoherde Kongl. Öfverhofpr. doctor Olof Stjernman, Bergm. assessor Samueel Troili, Borgmästare Petter Salenius, Cappelan Mag. Johan Ihrman, Kyrkv. Hans Persson Poick, Michael Steinholtz". På nedersta kanten: "Gjuten med Guds hjälp af Isaak Rockman i Fahlun".

## Orglar och organister

### Tidigare orglar

#### Läktarorgel Göran Spett - Frans Bohl 1650-1658 Johan Herman Cahman 1697
Kontrakt angående kyrkans första orgel skrevs 1650 med orgelbyggaren Göran Spett (Georgen Spette). Kontraktet stipulerade att orgeln skulle ha "Twå och trettio goda stämmor med Twenne tremulanter" samt att fasaden skulle vara prydd av "bildsnideri och godt snickar arbete, utstoferat å sätt och manér som med huset huset och träwärket af de Nya Orgonr i Stockholms Stora Kyrka". Spettes arbete med orgeln gick långsamt och 1657 kontrakterades Frans Bohl (Frandtz Boltz) att slutföra byggnationen av orgeln. Det finns ingen bild eller utförlig beskrivning av den ursprungliga orgeln men flera skulpturer ur fasaden finns bevarade i kyrkan. Det anses troligt att det är Martin Redtmer som är upphovsman till flera av skulpturerna. Redtmer hade tidigare bidragit med utsmyckningen av den nya orgeln i Storkyrkan i Stockholm. 1697 genomgick orgeln en genomgripande renovering av Johann Hermann Cahman. Då fick orgeln följande disposition:
| Manual          | Ryggpositiv      | Bröstpositiv | Pedal             |
| Principal 16    | Principal 8      | Principal 4  | Open Bass 16      |
| Octava 8        | Super oct. 2     | Gedackt 4    | Unter Bass 16     |
| Bordune 16      | Waldfeif 2 pipor | Sedecem 1    | Super oct. Bass 4 |
| Gedackt 8       | Fleut 1          | Regal 8      | Cornett Bass 2    |
| Liten flöjt 4   | Zimbel 2 pipor   |              | Bondepipa 1       |
| Salzinal 8      | Krumbhorn 8      |              | Dulcian Bass 16   |
| Quint 2 (1 1/3) |                  |              | Basun Bass 16     |
| Mixtur 4 pipor  |                  |              |                   |
| FeldtTrompet 8  |                  |              |                   |

#### Läktarorgel Johan Niclas Cahman 1720-1723
Den 16 oktober 1720 skrevs kontrakt med Johan Niclas Cahman (som senare har kallats "det svenska orgelbyggeriets fader") om ombyggnad av orgeln. Då den var nästan färdig förstördes den av en eldsvåda i Cahmans verkstad, men den 18 april 1724, andra söndagen efter påsk, invigdes en orgel med följande disposition: Delar av orgeln såldes 1857 till Bjursås kyrka.
| Manual         | Ryggpositiv         | Pedal              |
| Principal 8    | Principal 4         | Principal 16       |
| Octava 4       | Octava 2            | Octava 8           |
| Octava 2       | Quintadena 8        | Octava 4           |
| Quintadena 16  | Gedackt 8           | Untersatz 16       |
| Spetsfleut 8   | Gedackt 4           | Quinta 6           |
| Rörfleut 4     | Gemshorn 2          | Rauschquint 2 chor |
| Salzinal 8     | Quinta 3            | Mixtur 4 chor      |
| Quinta 6       | Sesquialtera 2 chor | Basun 16           |
| Quinta 3       | Scharff 3 chor      | Trumpet 8          |
| Scharff 3 chor | Vox Humana 8        | Trumpet 4          |
| Mixtur 4 chor  | Spärrventil         | Spärrventil        |
| Trumpet 8      |                     |                    |
| Spärrventil    |                     |                    |

#### Läktarorgel Gustaf Andersson 1854-1856
Under 1854-1856 uppfördes en ny läktarorgel av orgelbyggaren Gustaf Andersson, Stockholm. Orgeln hade 31 stämmor, två manualer och pedal.

#### Kororgeln A. Magnussons Orgelbyggeri 1968
1968 byggde A. Magnussons Orgelbyggeri AB, Mölnlycke en kororgel med 5 stämmor. 1982 flyttades orgeln till Bjursås kyrka. Orgeln var mekanisk.
| Manual            | Pedal   |
| Gedackt 8´        | Bihängd |
| Rörflöjt 4'       |         |
| Principal 2'      |         |
| Cymbel 1 chor     |         |
| Regal 8'          |         |
| Crescendosvällare |         |

### Nuvarande orglar

#### Läktarorgel - E.A. Setterquist & Son 1905-1906

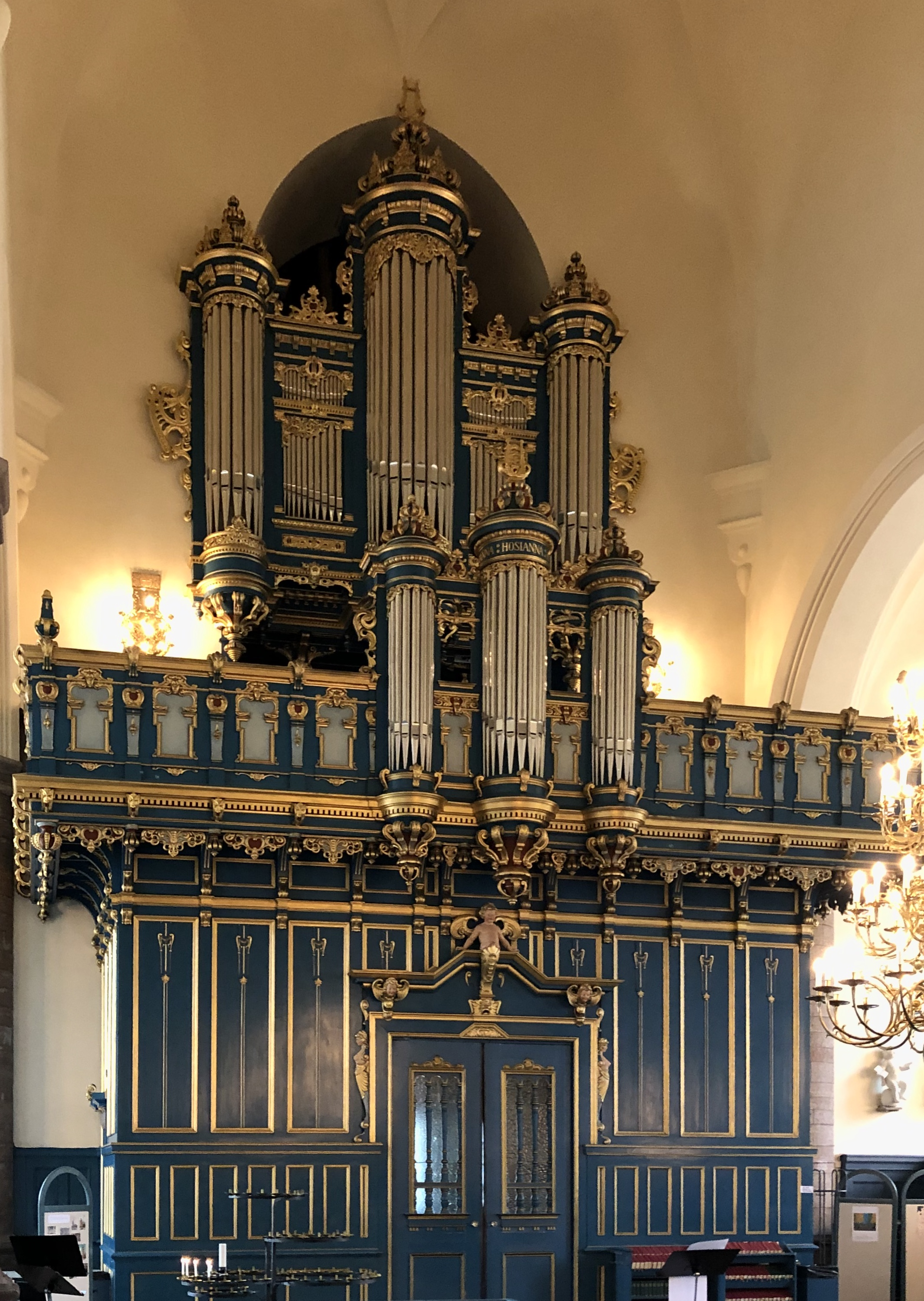
Läktarorgeln från E. A. Setterquist & Son 1905-1906.

På orgelläktaren står en av de bäst bevarade orglarna från tidigt 1900-tal i Sverige. Byggd 1905-06 av firman E. A. Setterquist & Son i Örebro. Orgeln har 30 stämmor, fördelade på 2 manualer och särskild pedal. Även 13 kopplingar och tre fria kombinationer samt pneumatisk crescendo- och diminuendolåda (firmans patent). Orgeln är en mekanisk/rörpneumtisk sak. Det rörpneumatiska systemverket är ett patent inköpt av firman från orgelbyggare Fredrik Johnsén i Flensburg som var med och översåg vid den första installationen av det i Dingtuna kyrka år 1898. Där som här, kan verket varit installerat av firmans verkmästare Alfred Österdahl som var väl förtrogen med sådana system. Avsynad tisdagen 7 augusti 1906 av musikdirektör Gustaf Hägg, organist i Klara kyrka, Stockholm. Väderlådor efter amerikanskt system där varje pipa har en mindre bälg. Manualerna inbyggda i ramar av valnöt med tonomfång 56 vardera.  Den rikt utsmyckade fasaden, ritad av Carl Möller, är utformad som en pastisch på barockfasaden till den danske orgelbyggaren Johan Lorentz' orgel i Heliga Trefaldighets kyrka i Kristianstad. Firmans bidrag till fasaden var piporna. Orgeln är också förberedd för elektrisk motor till de två magasinsbälgarna. En av stämmorna, Euphone 8', i den andra manualen, är från den tidigare läktarorgeln och skall ha varit tillverkad och intonerad av Per L. Åkerman.
En Violine 4 i Manual II har ersatts av Voix céleste och elfläkt har installerats, båda troligen på 1920-talet; annars är orgeln i originalskick.  1980 renoverades orgeln av A. Magnussons Orgelbyggeri AB, Mölnlycke. Orgeln har tre fria kombinationer och registersvällare. Den har även mekanisk traktur, roseweltlådor och för manual I finns det en barkermaskin. Orgelns disposition:
| Manual I       | Manual II         | Pedal         | Koppel  |
| Principal 16   | Borduna 16        | Subbas 16     | I/P 8’  |
| Borduna 16     | Violonprincipal 8 | Violone 16'   | II/P 8’ |
| Principal 8    | Rörflöjt 8        | Quinta 12     | II/I 8’ |
| Bourdon 8      | Salicional 8      | Bourdon 8     | I 4'    |
| Flûte harm. 8  | Violin 8          | Violoncelle 8 | II 16’  |
| Gamba 8        | Voix céleste 8    | Octava 4      | P 4'    |
| Octava 4       | Flûte octav. 4    | Basun 16      |         |
| Flûte harm. 4  | Waldflöjt 2       | Trumpet 8     |         |
| Octava 2       | Euphone 8         |               |         |
| Cornett 3 chor | Corno 8           |               |         |
| Trompet 16     |                   |               |         |
| Trompet 8      |                   |               |         |

Unison- och pedalkoppel. 16'-koppel man II. 4'-koppel man I och ped. Man II i crescendoskåp. 3 fria kombinationer. Registercrescendo.

#### Kororgel - A Magnussons Orgelbyggeri 1982

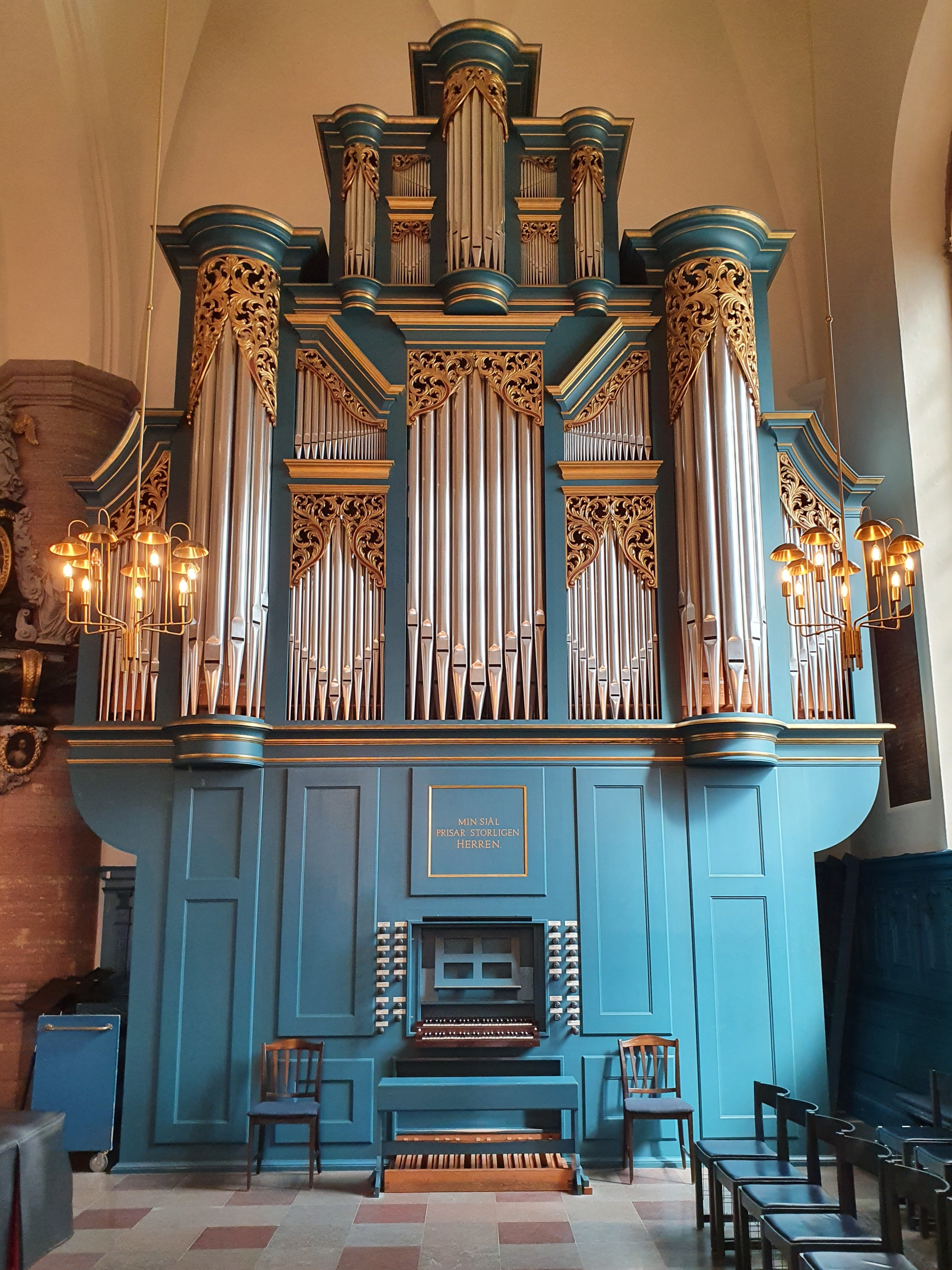
Kororgeln från A. Magnusson Orgelbyggeri, invigd 1982.

Kororgeln i södra koret eller barockorgeln som den också kallas invigdes Tacksägelsedagen 1982, är byggd av A. Magnusson Orgelbyggeri AB, Mölnlycke och fasaden är ritad av Carl-Gustaf Lewenhaupt. Instrumentet är ett försök att rekonstruera den Cahmanorgel från 1724 som tidigare fanns i kyrkan, även om en del avsteg har gjorts av utrymmesskäl och annat. Nästan 300 pipor härstammar från 1724 års orgel, och man har försökt att i detalj bygga orgeln som man byggde förr. Resultatet har blivit ett instrument som låter oss ana hur 1700-talets orgelmusik lät, och hur den spelades. Orgeln har dokumenterats i en lång rad internationellt uppmärksammade inspelningar.
Orgelns disposition:
| Huvudverk I   | Öververk II         | Pedal                    | Koppel |
| Quintadena 16 | Gedact 8            | Untersatz 16             | I/II   |
| Principal 8   | Quintadena 8        | Principal 8              |        |
| Spitzfleut 8  | Principal 4         | Gedact 8                 |        |
| Salzinal 8    | Fleut 4             | Qvinta 6                 |        |
| Octava 4      | Qvinta 3            | Octava 4                 |        |
| Rohrfleut 4   | Octava 2            | Rauschqvintmixtur 5 chor |        |
| Quinta 3      | Gemshorn 2          | Bassun 16                |        |
| Octava 2      | Scharf 3 chor       | Trompett 8               |        |
| Mixtur 4 chor | Sesqvialtera 2 chor | Trompett 4               |        |
| Scharf 3 chor | Vox Humana 8        |                          |        |
| Trompett 8    | Tremulant           |                          |        |

Spärrventil (för hela orgeln). Orgeln är stämd i en oliksvävig temperering. Orgeln är mekanisk.

#### Diskografi
Inspelningar av musik framförd på kyrkans orglar.
- The complete organ music. Volume 1 / Bach, Johann Sebastian, kompositör ; Fagius, Hans, orgel. 2CD, Bis CD 235-236. 1986. - Tidigare utgivet på LP 1984.
- Mats Åberg playing the reconstructed 1724 Cahman organ of the Kristine church, Falun, Sweden. CD. Bis CD-229. 1993. -  Tidigare utgiven på LP 1983.
- Orglarna i Falu Kristine / Åberg, Mats, orgel. CD. KB Eklund Musica Verba Oak Grove CD 2003. 2000.

### Organister i Falu Kristine
- Hindrich Crumbein 1656-1680
- Anders Schultz 1681-1703
- Martinus Loutschani 1709-1729
- Johan Fredric Ratsman 1730-1750
- Olof Hellman 1750-1778
- Eric Tillman 1779-1784
- Johan Olof Hallgren 1785-1788
- Johan Vilhelm Hielm 1789-1794
- Jacob Söderberg 1809-1828
- Carl Vilhelm Sjöberg 1830-1834
- Anders Lindholm 1841-1867
- Johan Ulrik Cederberg 1869-1912
- Einar Skagerberg 1914-1924
- Carl Rogberg1926-1951
- Uno Sandén 1954-1969
- Gunnar Englund 1970-1975
- Mats Åberg 1975-2003
- Beatrice Paping 2003-2007
- Henrik Alinder 2007-